# Парк имени Генрика Йордана
Парк имени Генрика Йордана, сокращённо — Парк Йордана (пол. Park im. Henryka Jordana, Park Jordana) — городской парк, находящийся в Кракове на улице 3 мая в непосредственной близости от Краковских лугов, Городского стадиона и района Мястечко-Студенцке АХГ (студгородок Горно-металлургической академии). Парк находится на территории административного района V Кроводжа. Парк внесён в реестр охраняемых памятников Малопольского воеводства.

## История
Парк создан в 1889 году по инициативе польского общественного деятеля Генрика Йордана. Парк был основан на чарновесских (пол. Czarna Wieś, Чарна-Весь, буквально «Чёрная деревня» — в то время деревня в 2 км от Кракова, а с 1909 г. уже район Кракова) лугах на территории бывшей промышленно-ремесленной выставки, которая была создана здесь два года ранее. Парк был открыт для публики в 1888 году по завершении работ по устройству парка, которые были проведены под управлением главы городских парков Болеслава Малецкого. Вход на территорию парка осуществлялся по мостику через ручей Цепла-Вода. Перед входом находились деревянные ворота с надписью «Miejski Park Dra Jordana» (Городской парк доктора Йордана). В парке после посадки деревьев и бетонирования берегов реки Рудавы были размещены павильоны и площадки для занятием гимнастикой, также имелся торговый павильон с молочными продуктами. Занимающиеся гимнастикой получали от Генрика Йордана сберегательную книжку с суммой в 5 гульденов. Напротив гимнастического павильона находилась ротонда для выступления музыкального оркестра. На правой стороне от входа находился лабиринт, построенный для детей. Позднее в парке был построен небольшой домик для сторожа, выполнявшего работу садовника.
Генрик Йордан проводил в парке на специально отведённых для этого местах образовательные программы для детей и подростков по польской истории, которые получили впоследствии название «Йордановский сад». Подобные программы по примеру Генрика Йордана стали организоваться в парках в Варшаве, Львове, Тернополе и других городах Польши.
В благодарность за физкультурную и благотворительную деятельность Генрика Йордана городской совет назвал парк его именем. До 1900 года были поставлены 31 бюстов. До 1914 года на территории парка были установлены всего 46 бюстов известных польских писателей, поэтов и общественных деятелей. Первоначально бюсты были установлены вокруг центральной усаженной деревьями главной площади парка. Бюсты были изготовлены из тирольского мрамора. Бюсты стали устанавливаться с конца 80-х годов XX столетия. В 1914 году был установлен бюст Генрика Йордана. В юго-восточной части парка был установлен памятник Тадеушу Костюшко, который стоял слева от центрального входа. Автором бюстов Яна Длугоша, Стефана Чарнецкого, Фредерика Шопена, Петра Скарги, Яна Замойского и Тадеуша Костюшко был Альфред Даун. Автором бюстов Зыгмунта Красинского, Артура Гротгера, Юзефа Гауке-Босаки, Августина Кордецкого, Яна Матейко, Тадеуша Рейтана и Станислава Сташица был Михал Корпал.
Во время Второй мировой войны парк был разграблен, большинство бюстов были уничтожены. Некоторые бюсты спрятал Казимеж Лучиво, который укрывал их в своей мастерской. В настоящее время в парке размещены 45 бюстов, некоторые из них были установлены в наше время.
18 мая 1976 года парк был внесён в реестр охраняемых памятников культуры Малопольского воеводства (№ А-579).
В настоящее время площадь парка составляет 21,5 гектаров и нас его территории находятся теннисный корт, футбольное и волейбольное поле, скейт-парк, детские площадки, небольшой пруд, горка для катания в зимнее время, пункты общественного питания и велосипедные дорожки.
Вход в парк бесплатный. Парк открыт ежедневно с 6.00 по 22.00.

## Бюсты
В центральной части круговой площадки находится бюст основателя парка Генрика Йордана.

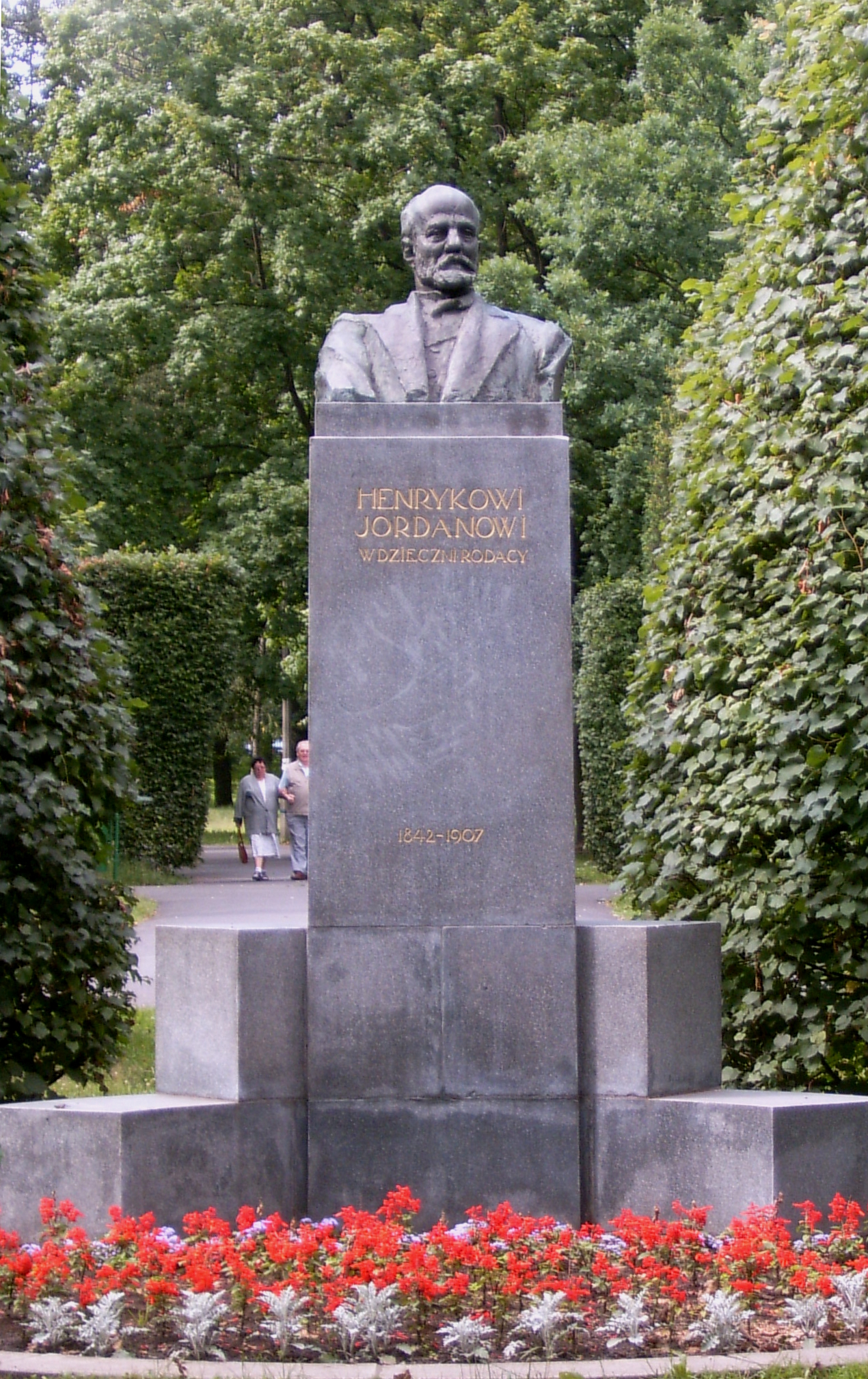
Бюст Генрика Йордана

В аллее со стороны улицы Реймонта находятся бюсты:

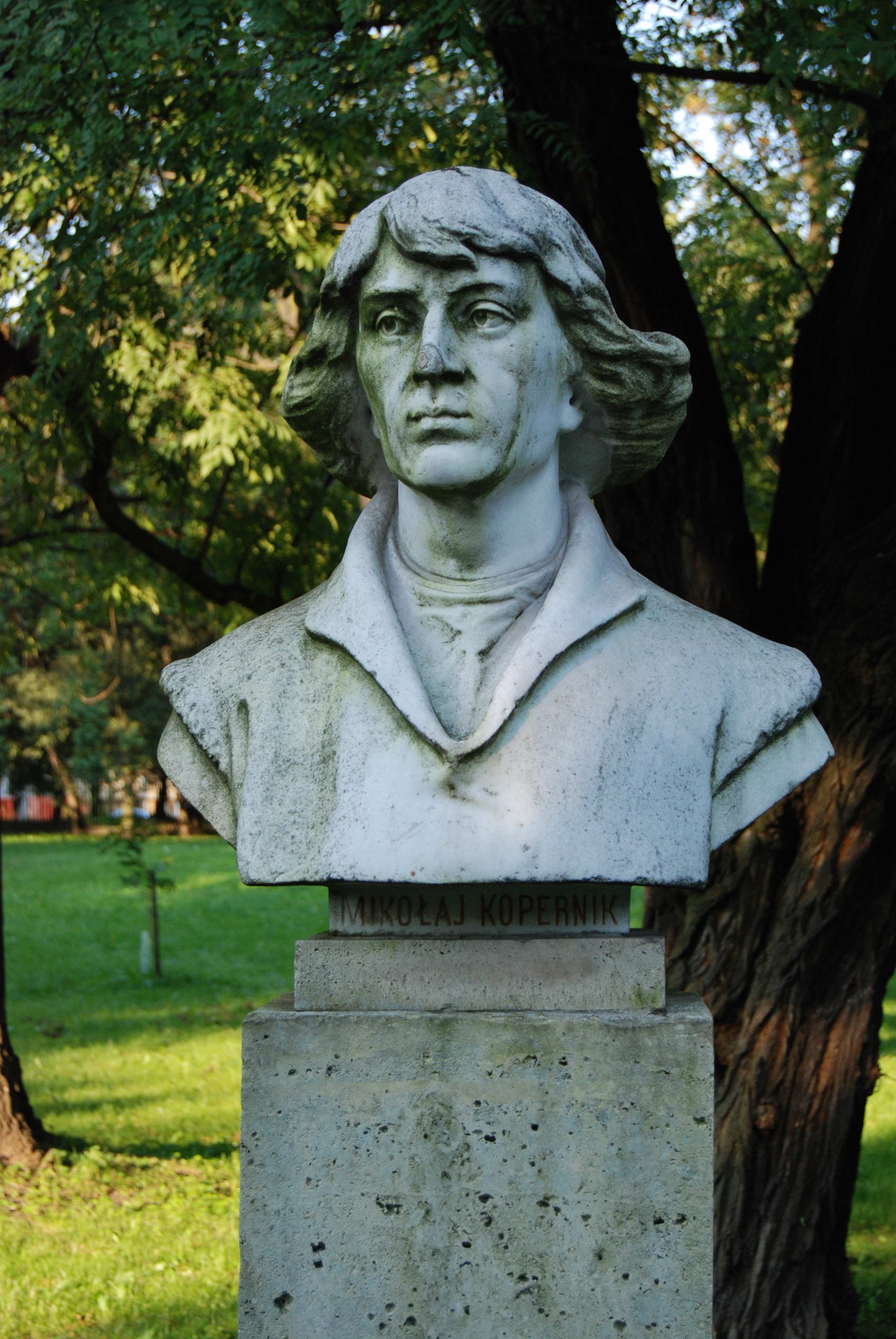
Бюст Николая Коперника
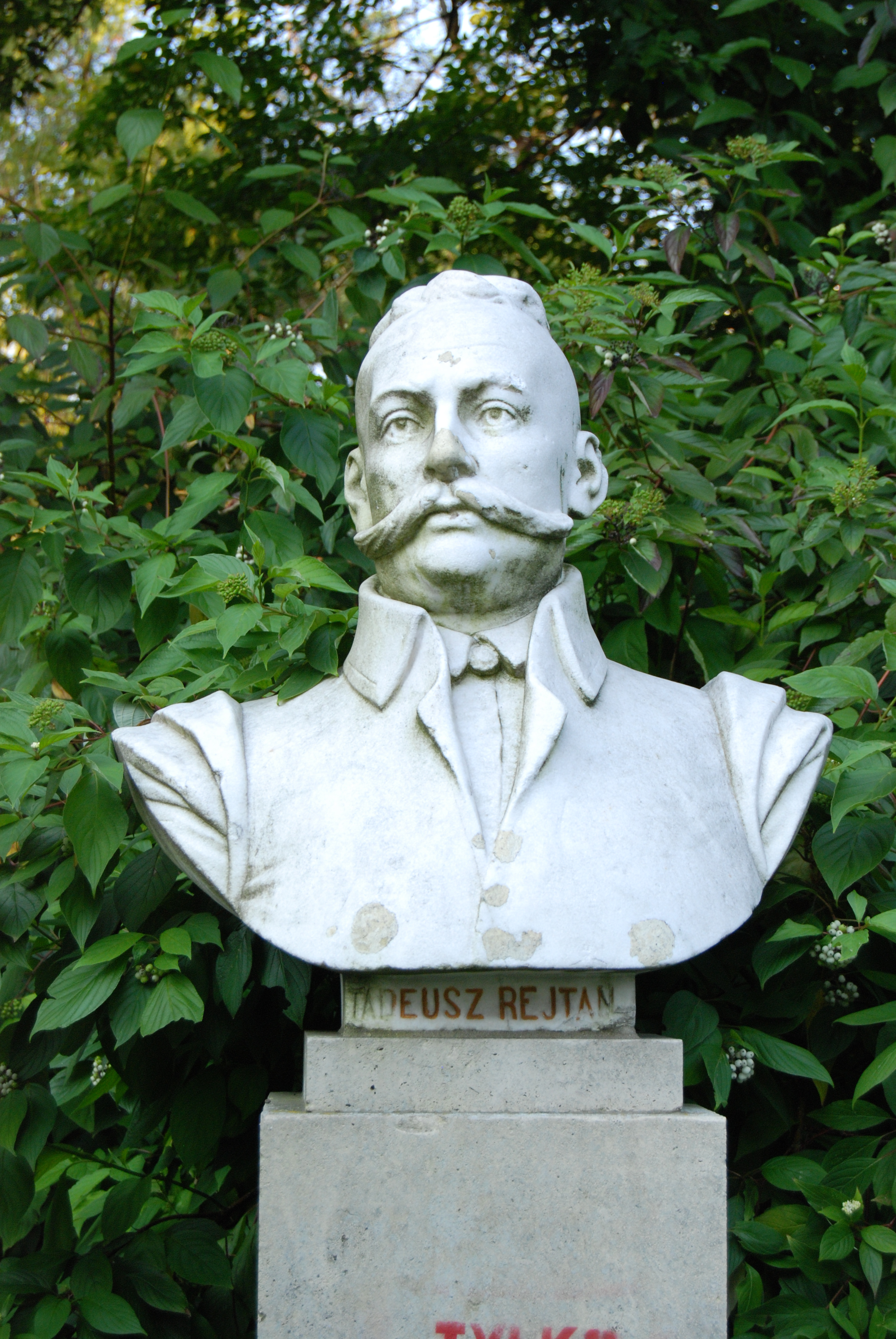
Бюст Тадеуша Рейтана
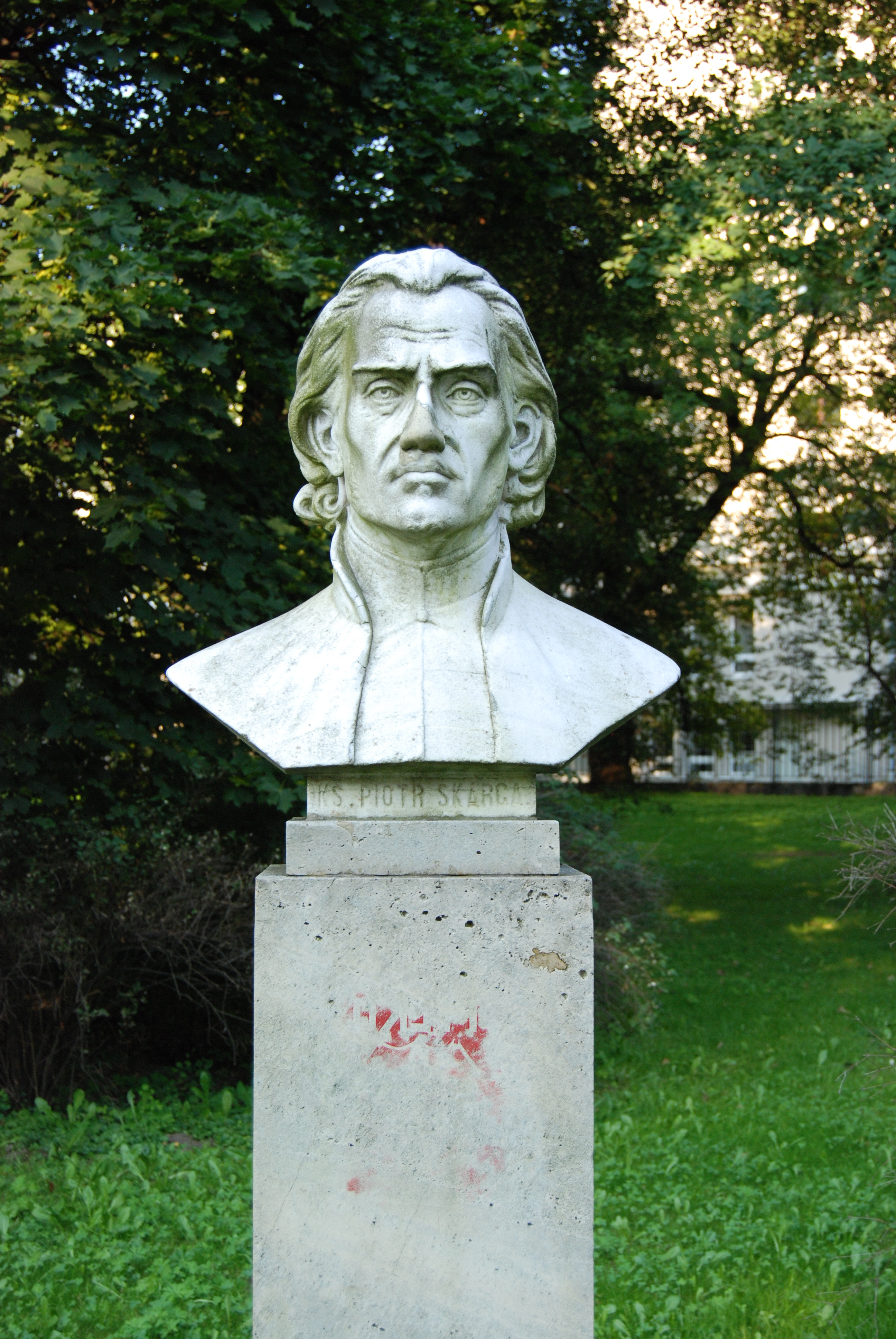
Бюст Петра Скарги
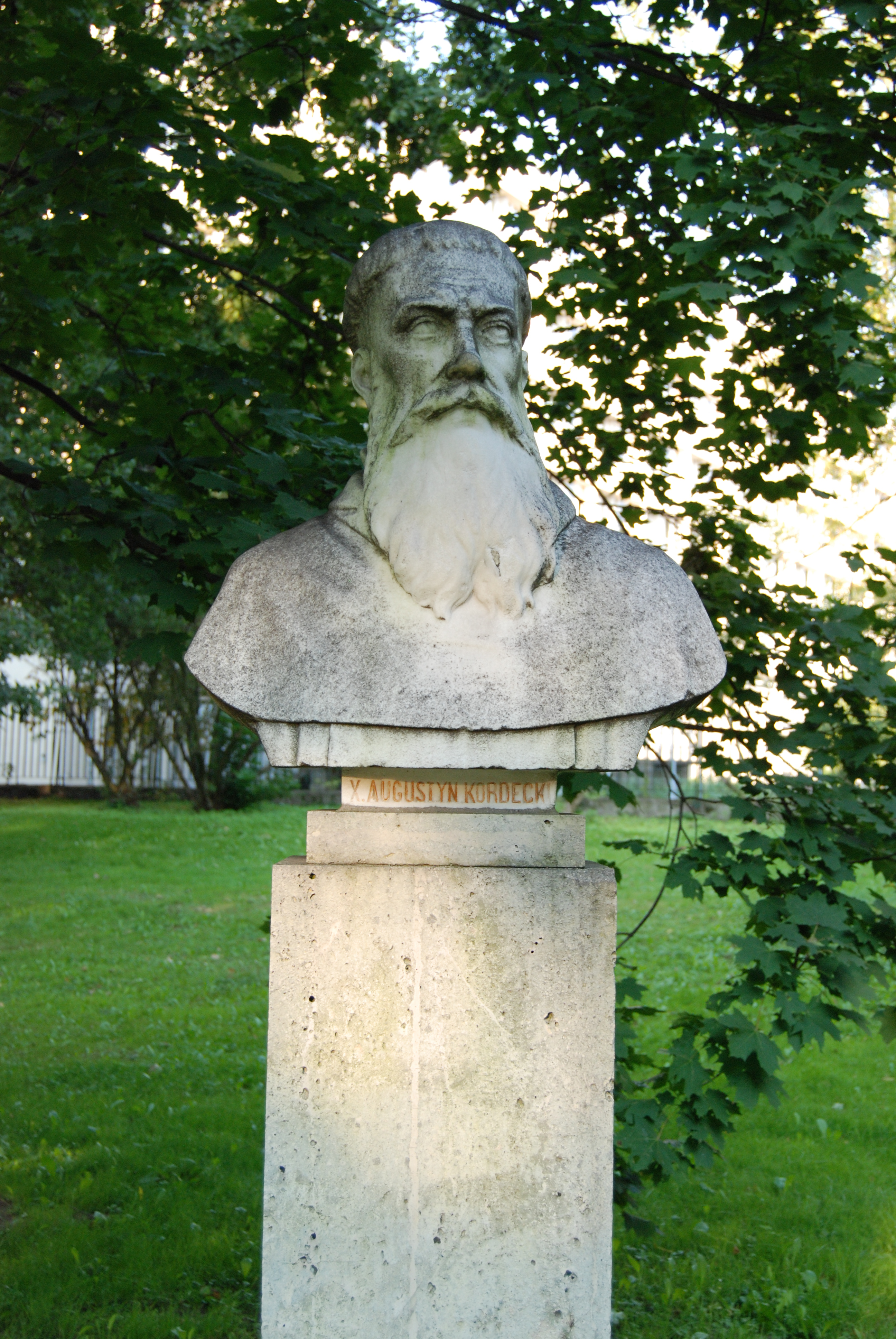
Бюст Августина Кордецкого
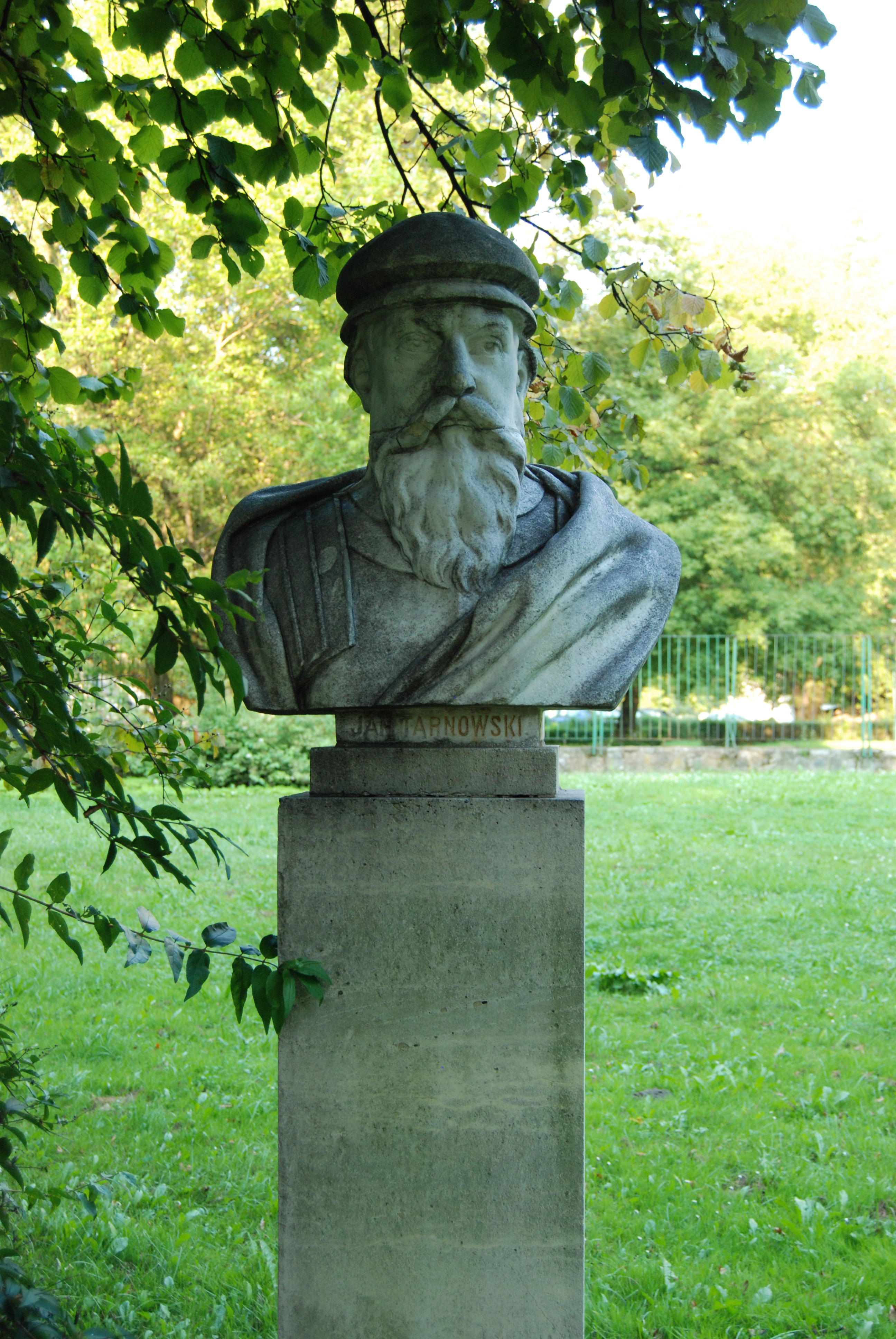
Бюст Яна Амора Тарновского
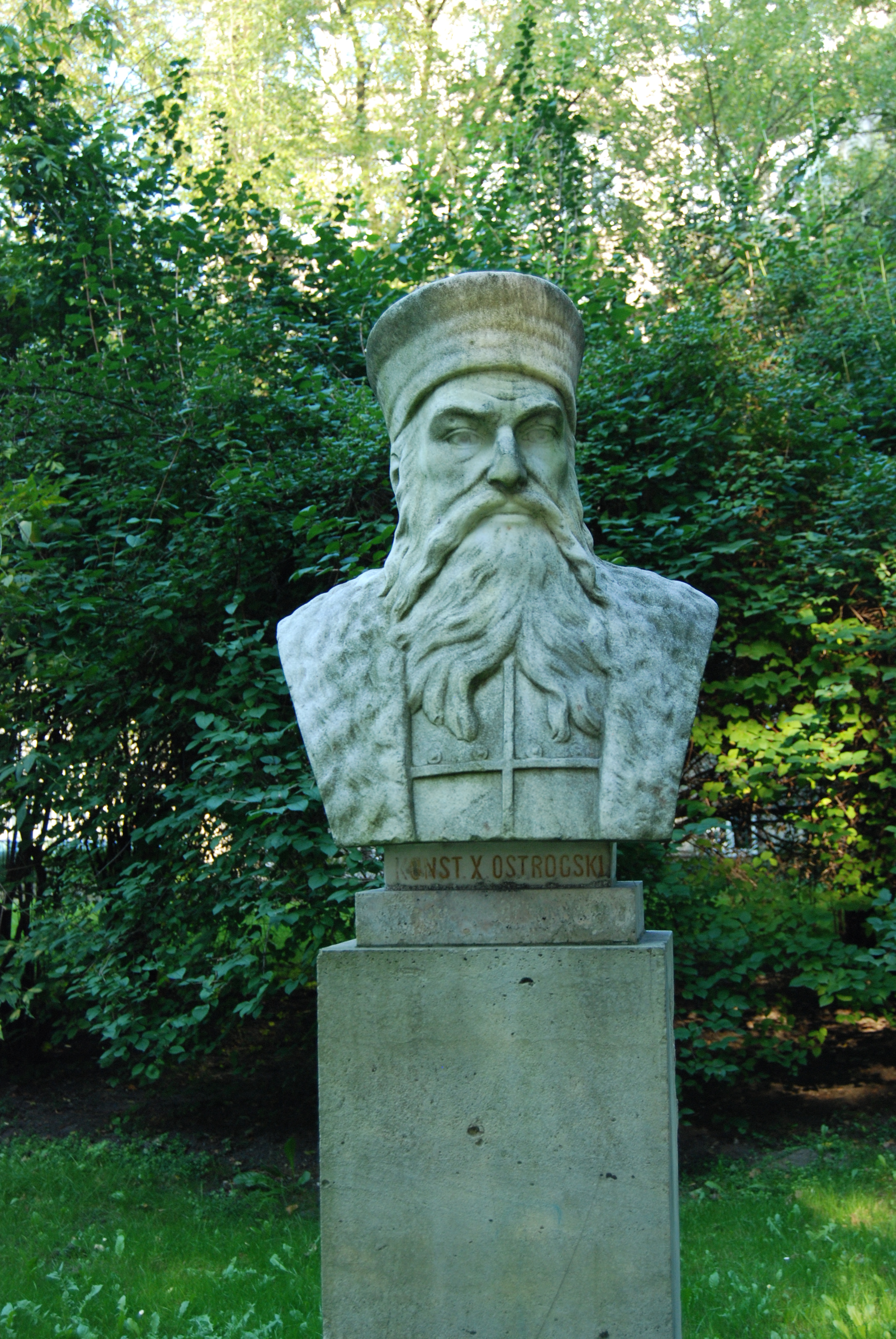
Бюст Константина Острожского
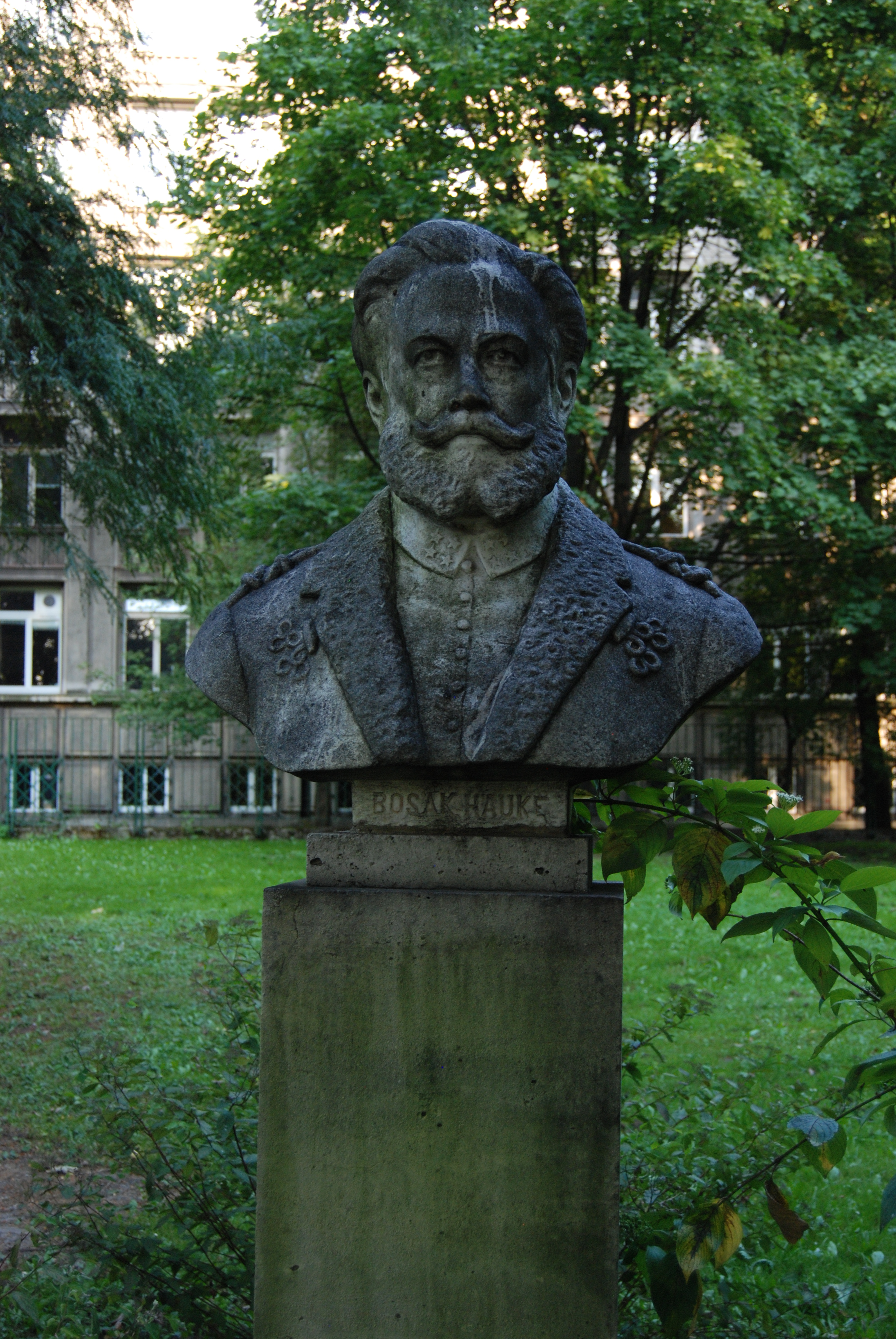
Бюст Юзефа Гауке-Босака
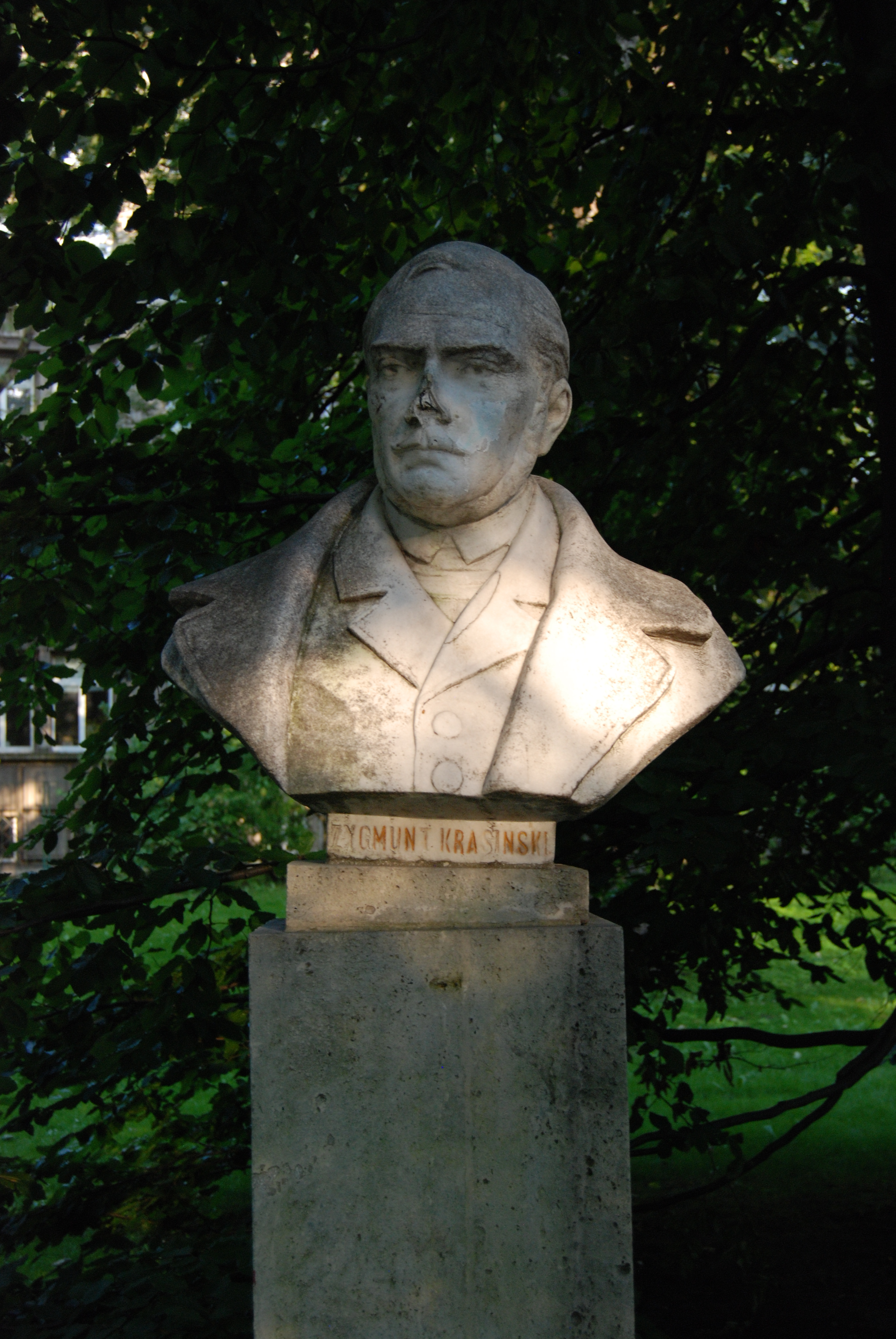
Бюст Зыгмунта Красинского

В округлом сквере, который находится в центре парка, с бюстом Генрика Йордана, находятся следующие бюсты:

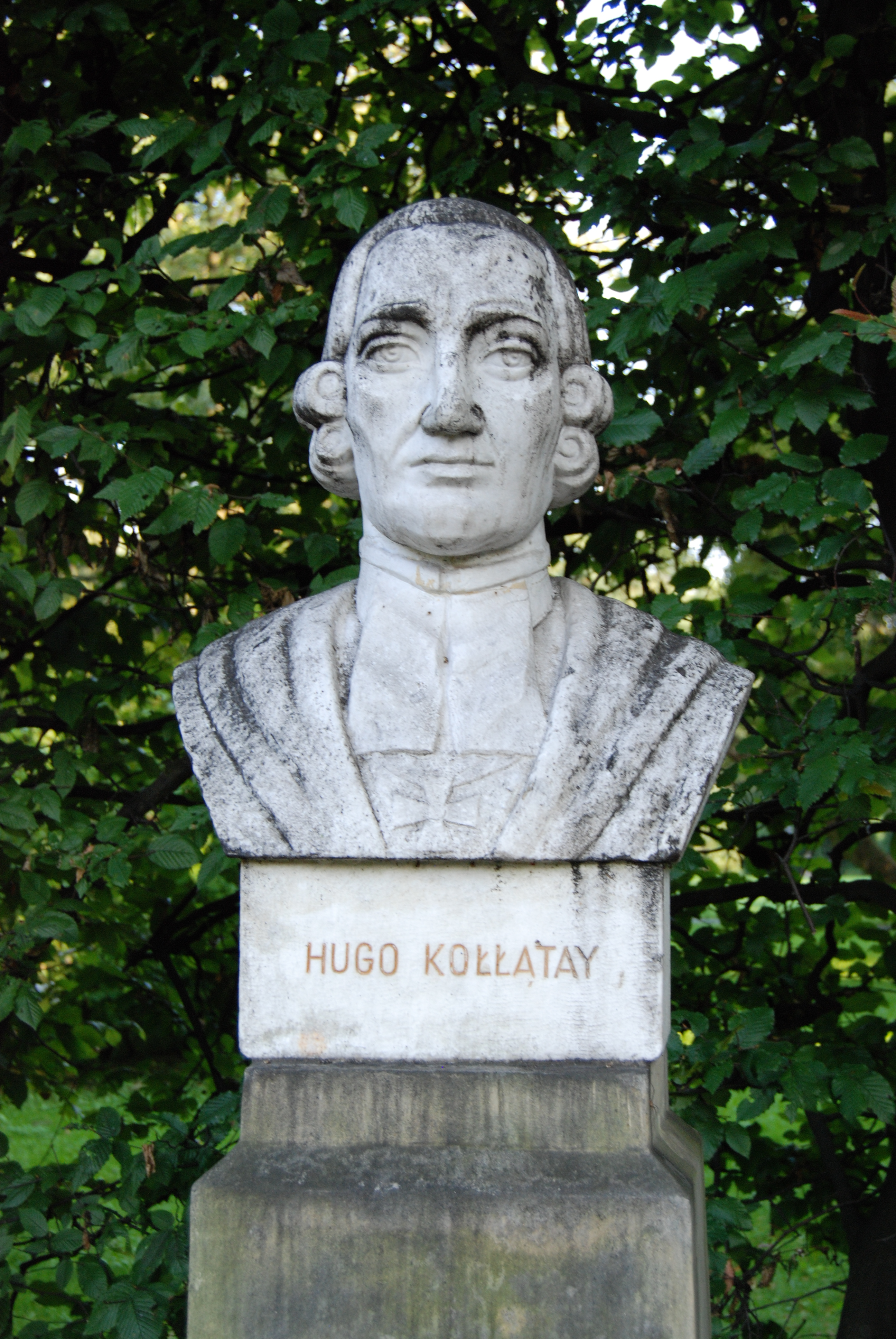
Бюст Гуго Коллонтая
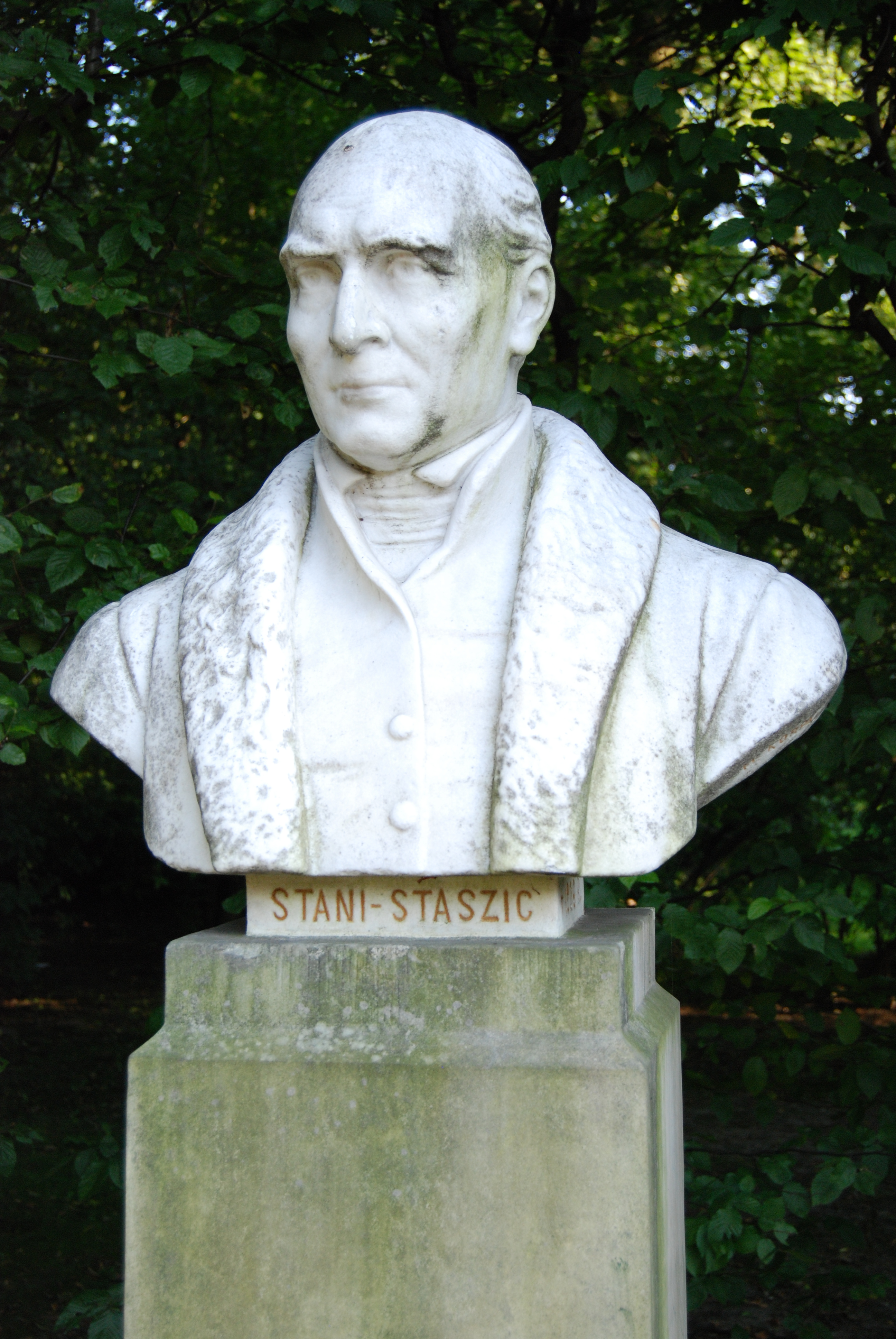
Бюст Станислава Сташица
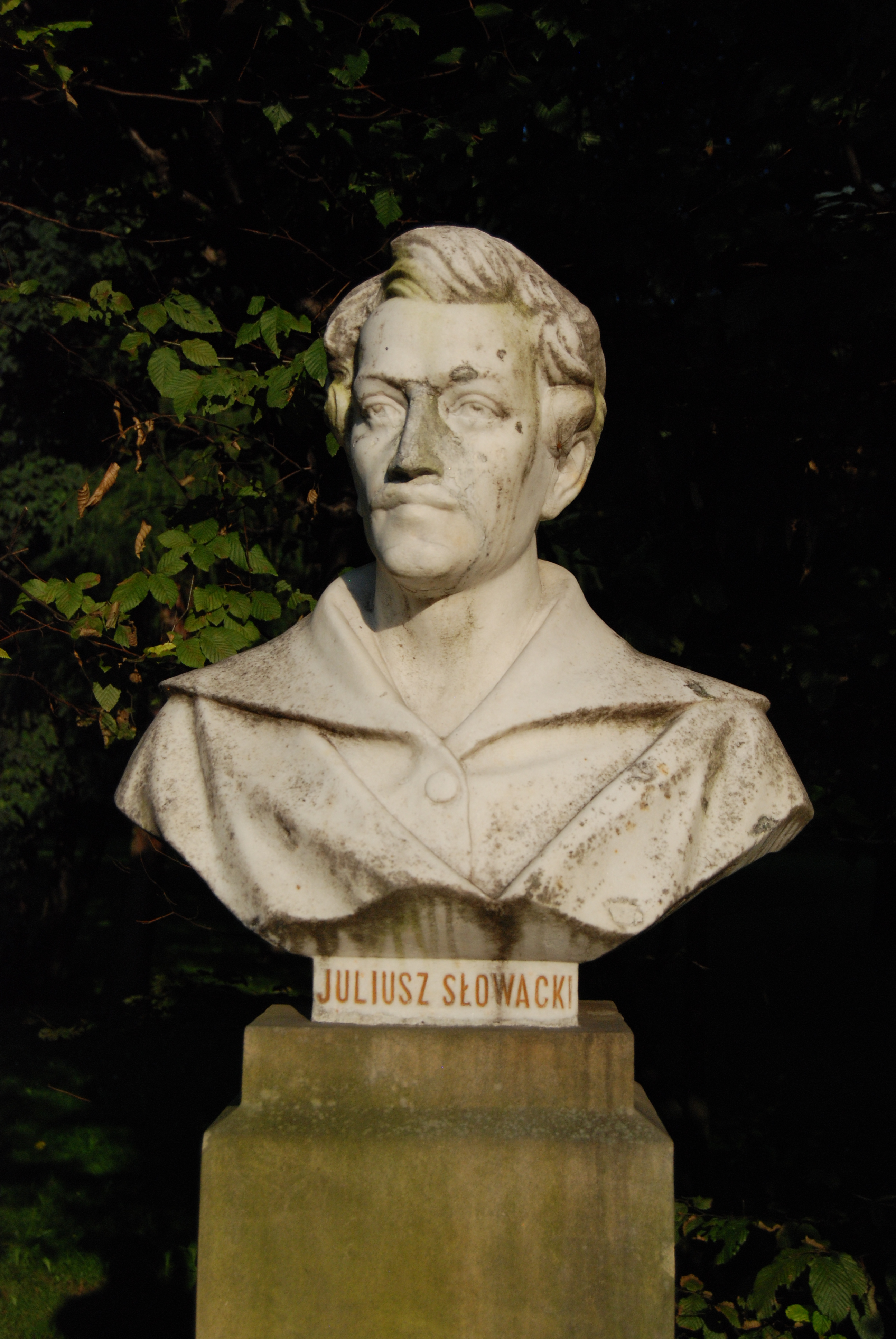
Бюст Юлиуша Словацкого
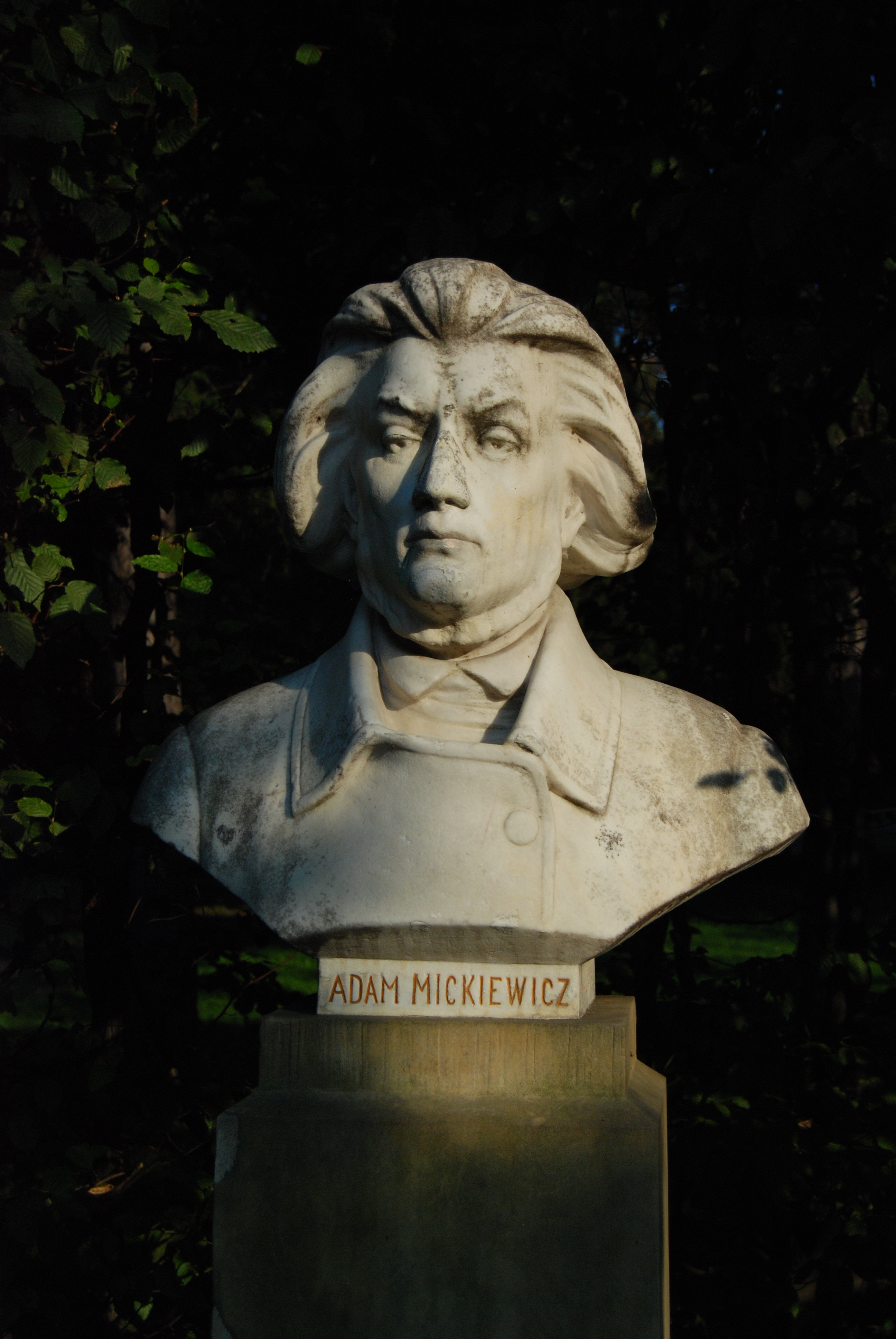
Бюст Адама Мицкевича
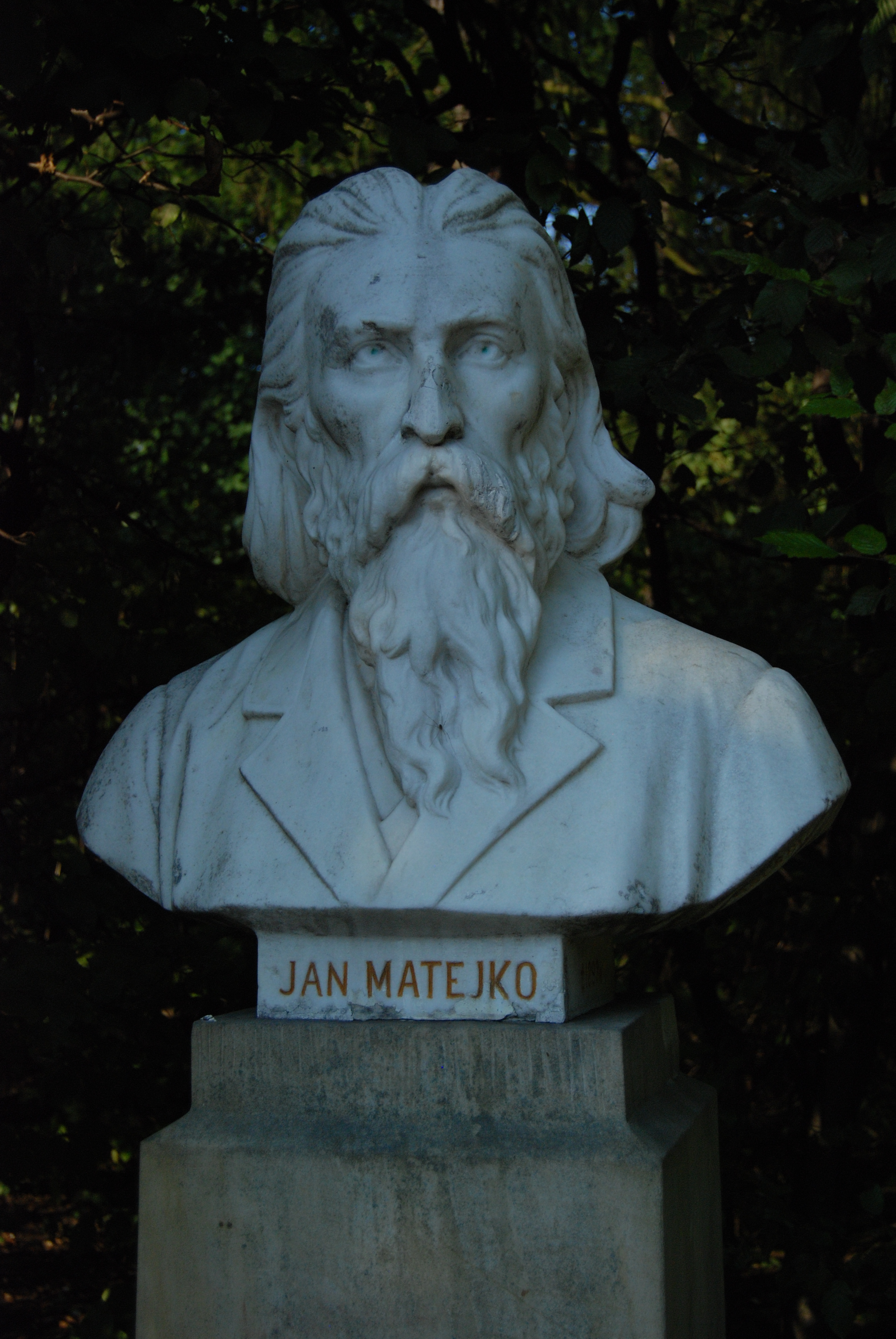
Бюст Яна Матейко
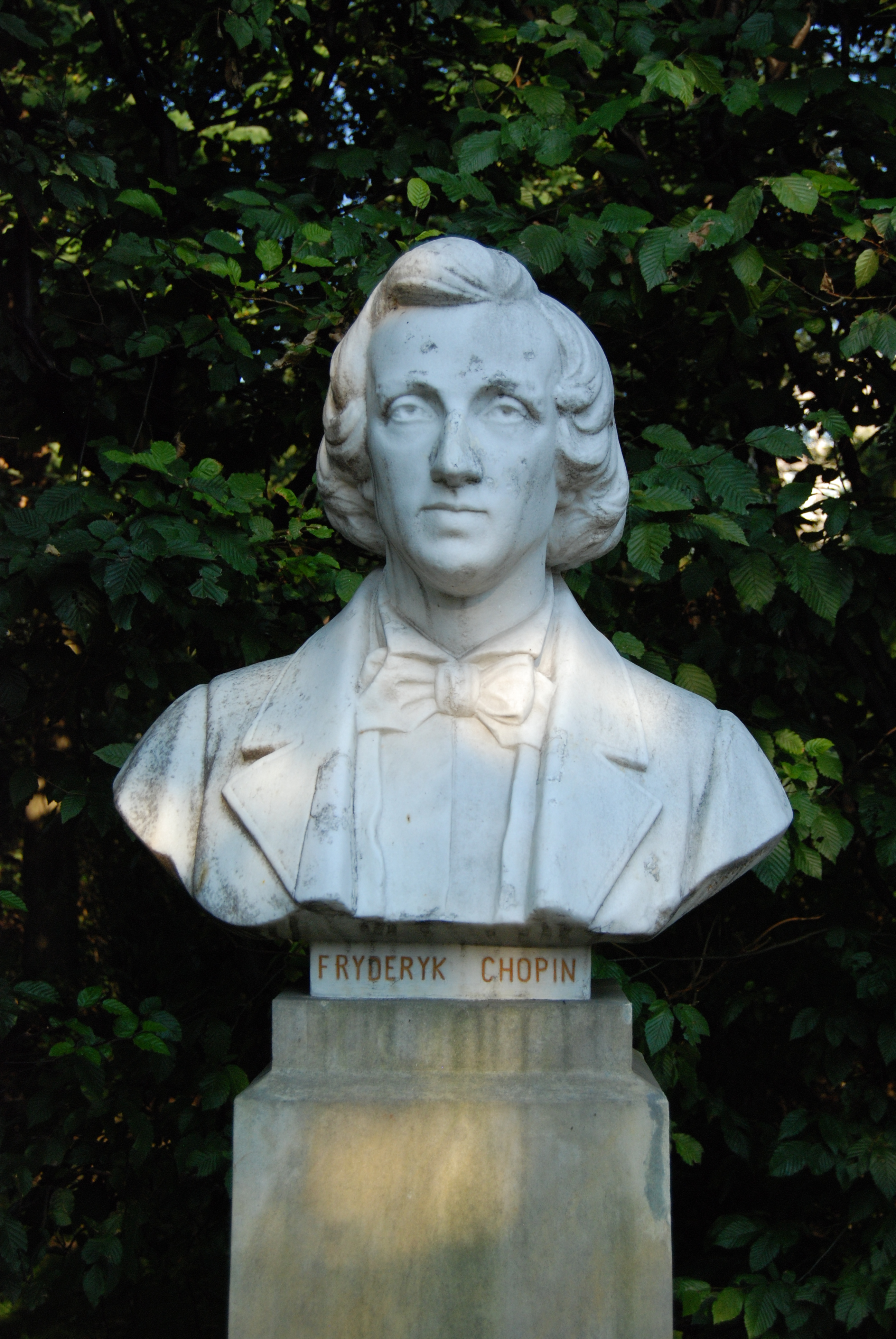
Бюст Фредерика Шопена
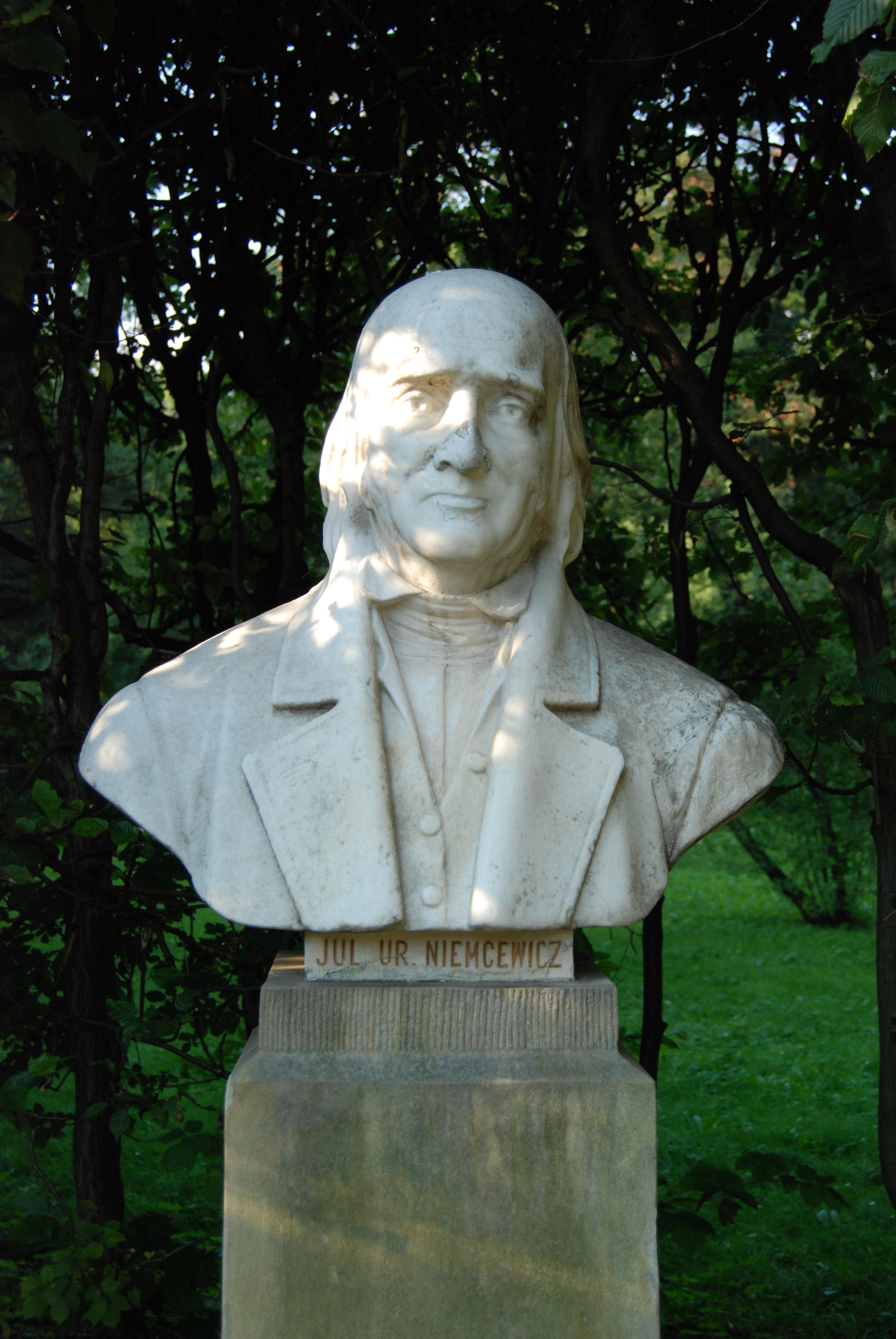
Бюст Юлиана Немцевича
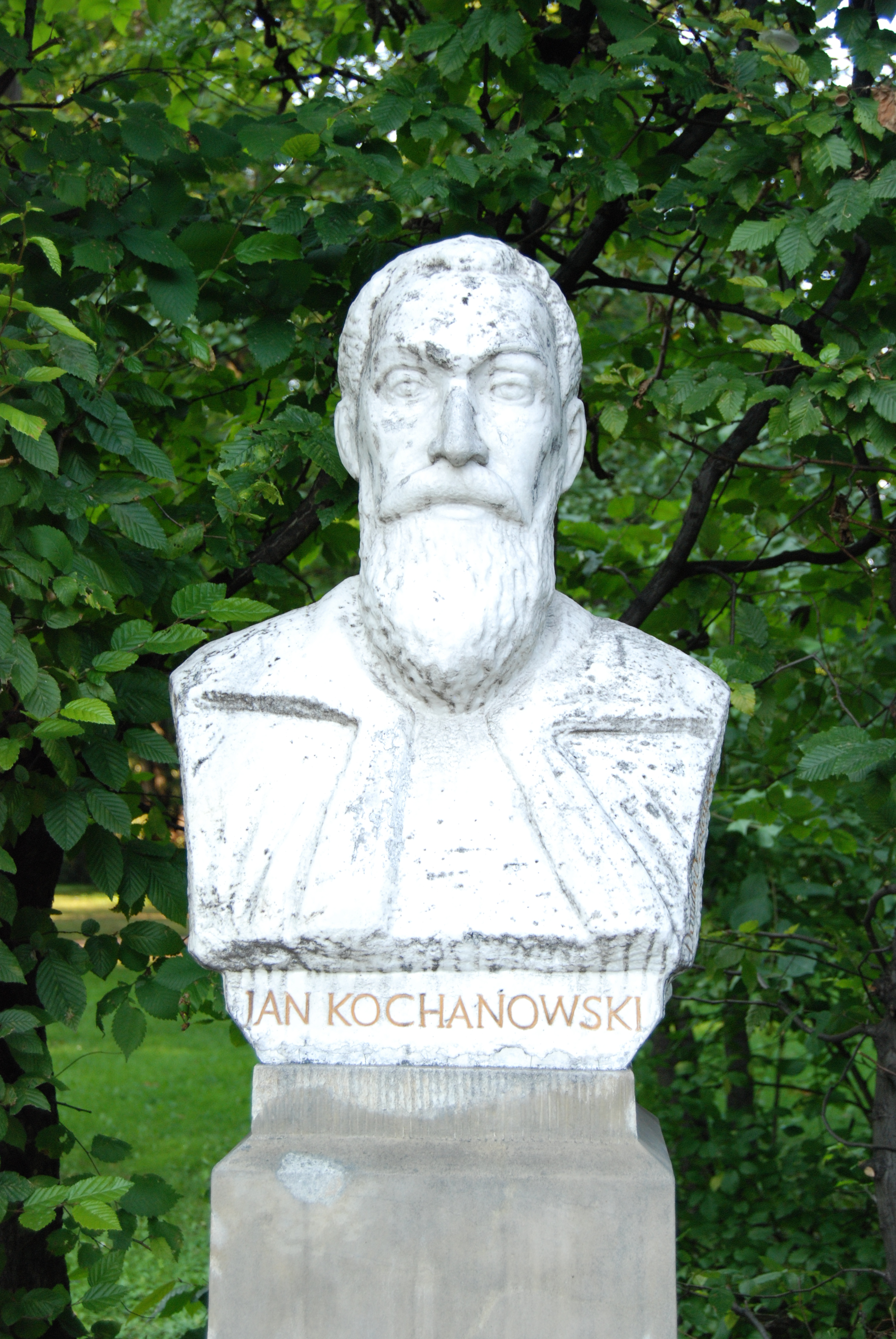
Бюст Яна Кохановского
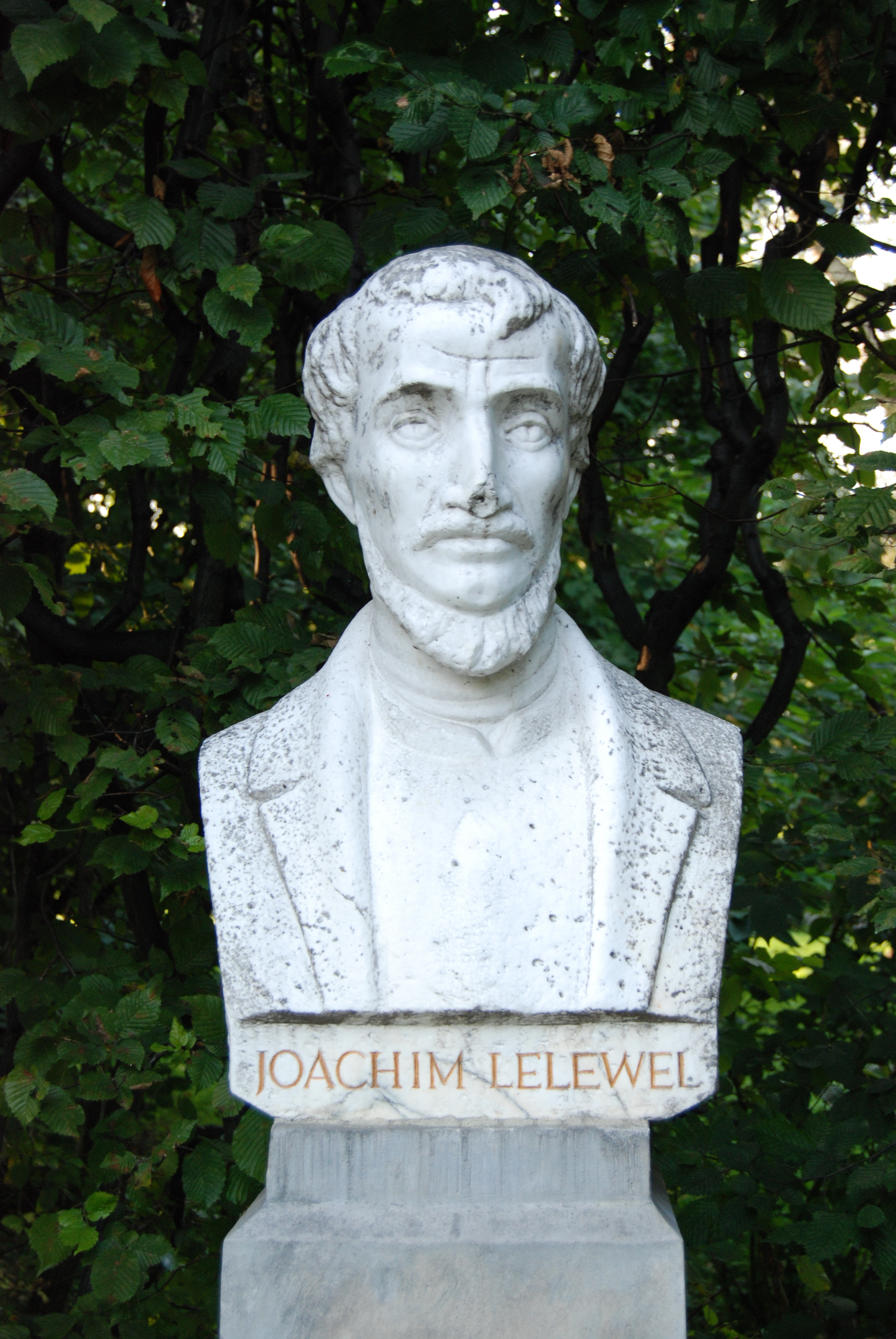
Бюст Иоахима Лелевеля
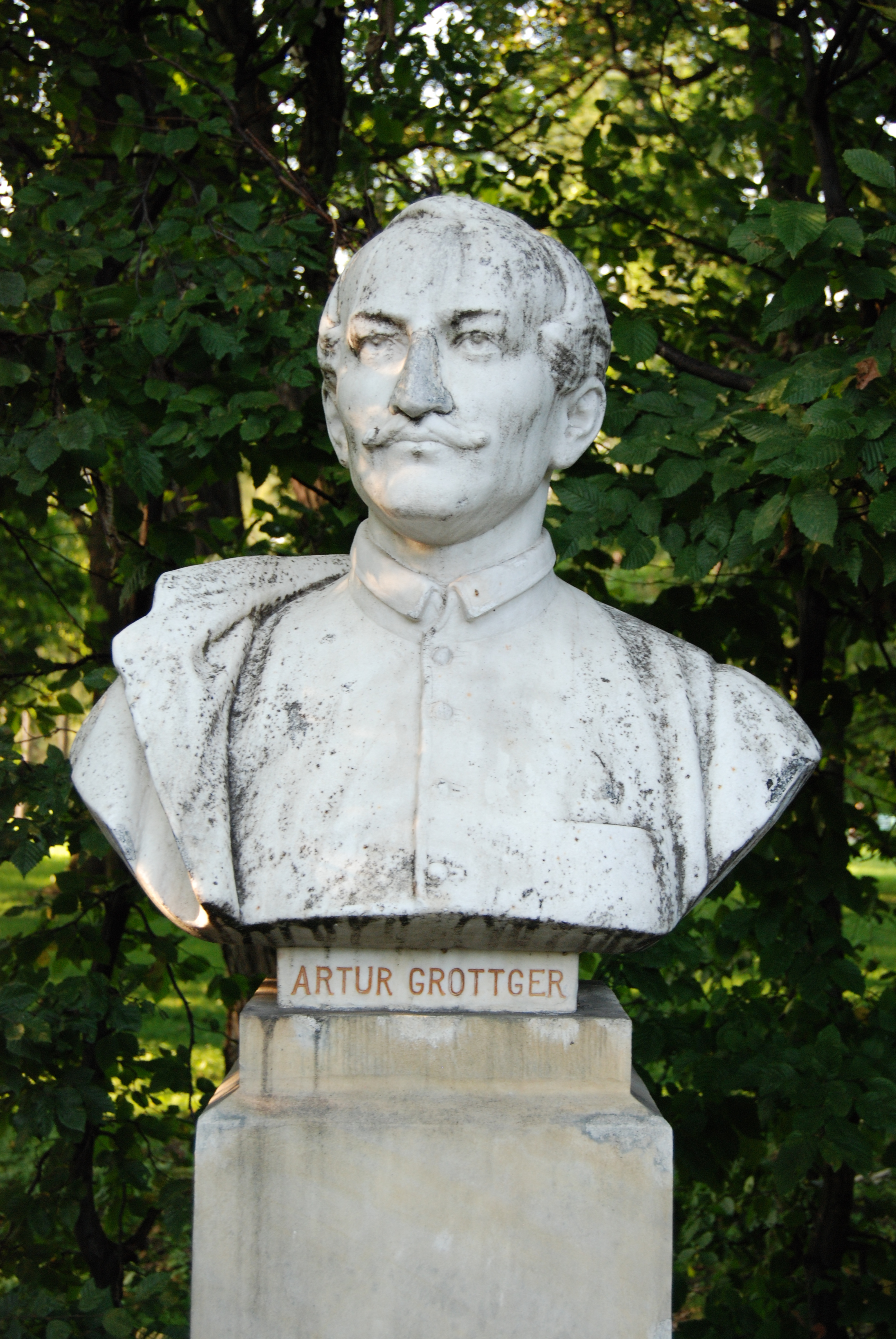
Бюст Артура Гротгера
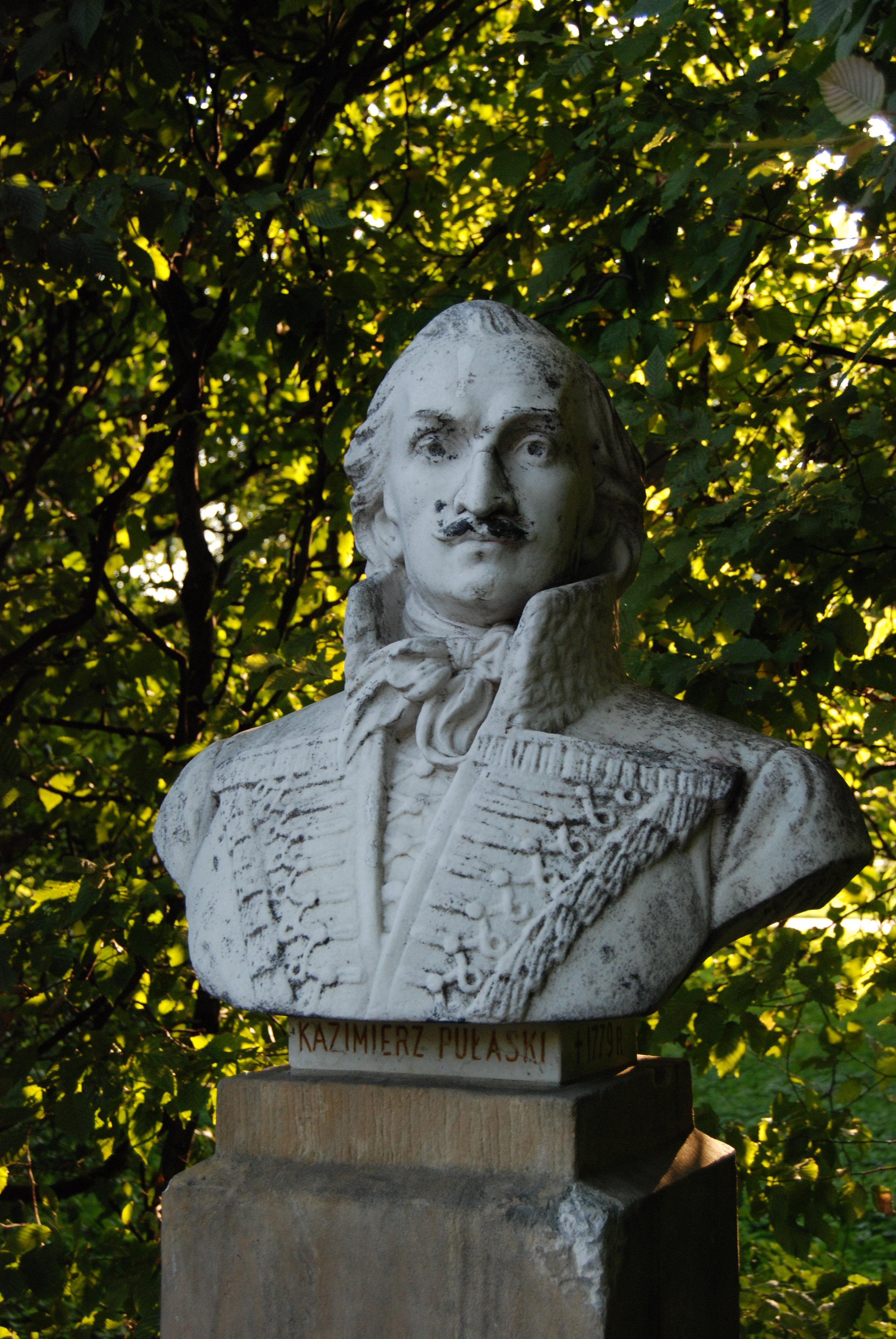
Бюст Казимира Пулавского
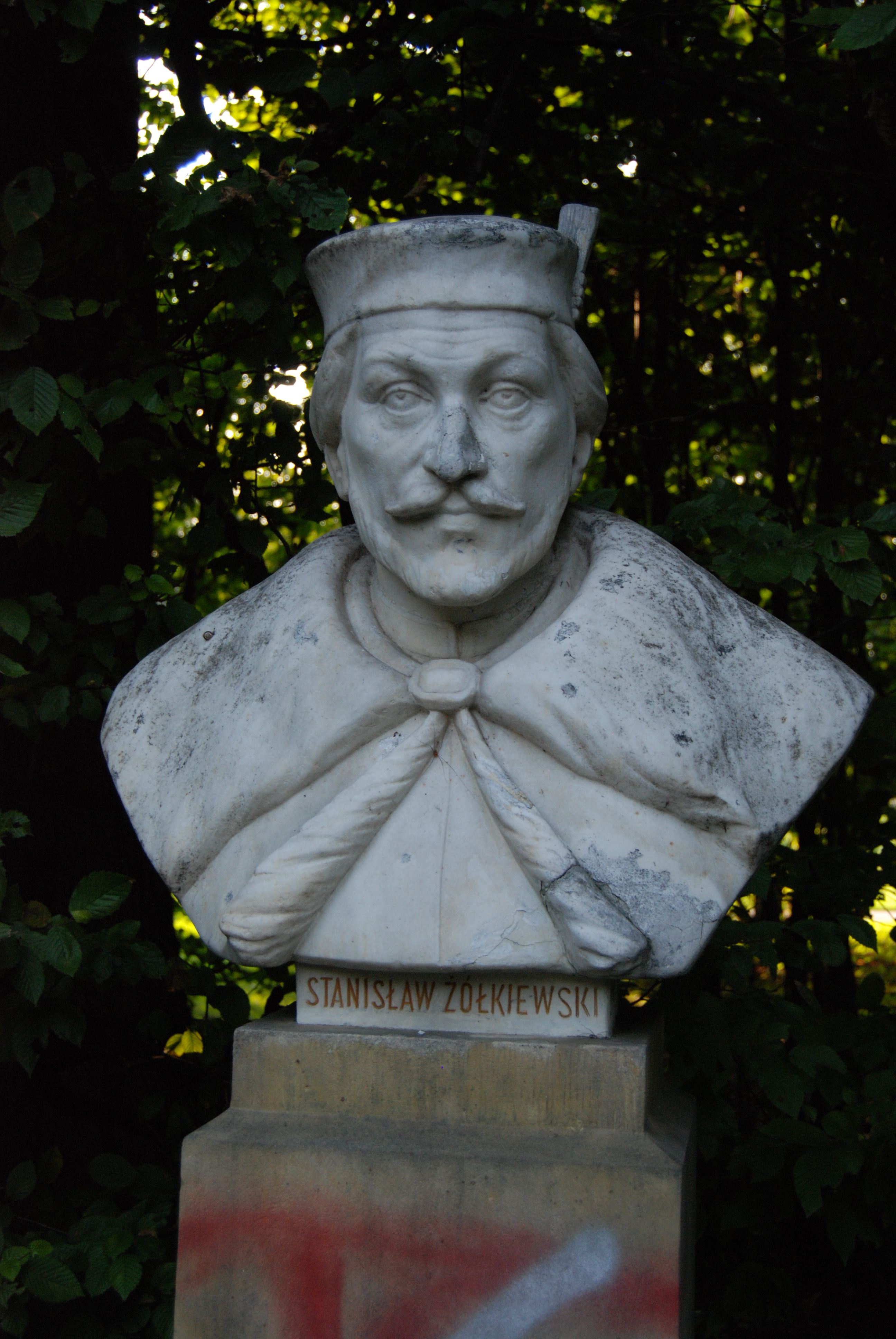
Бюст Станислава Жолкевского
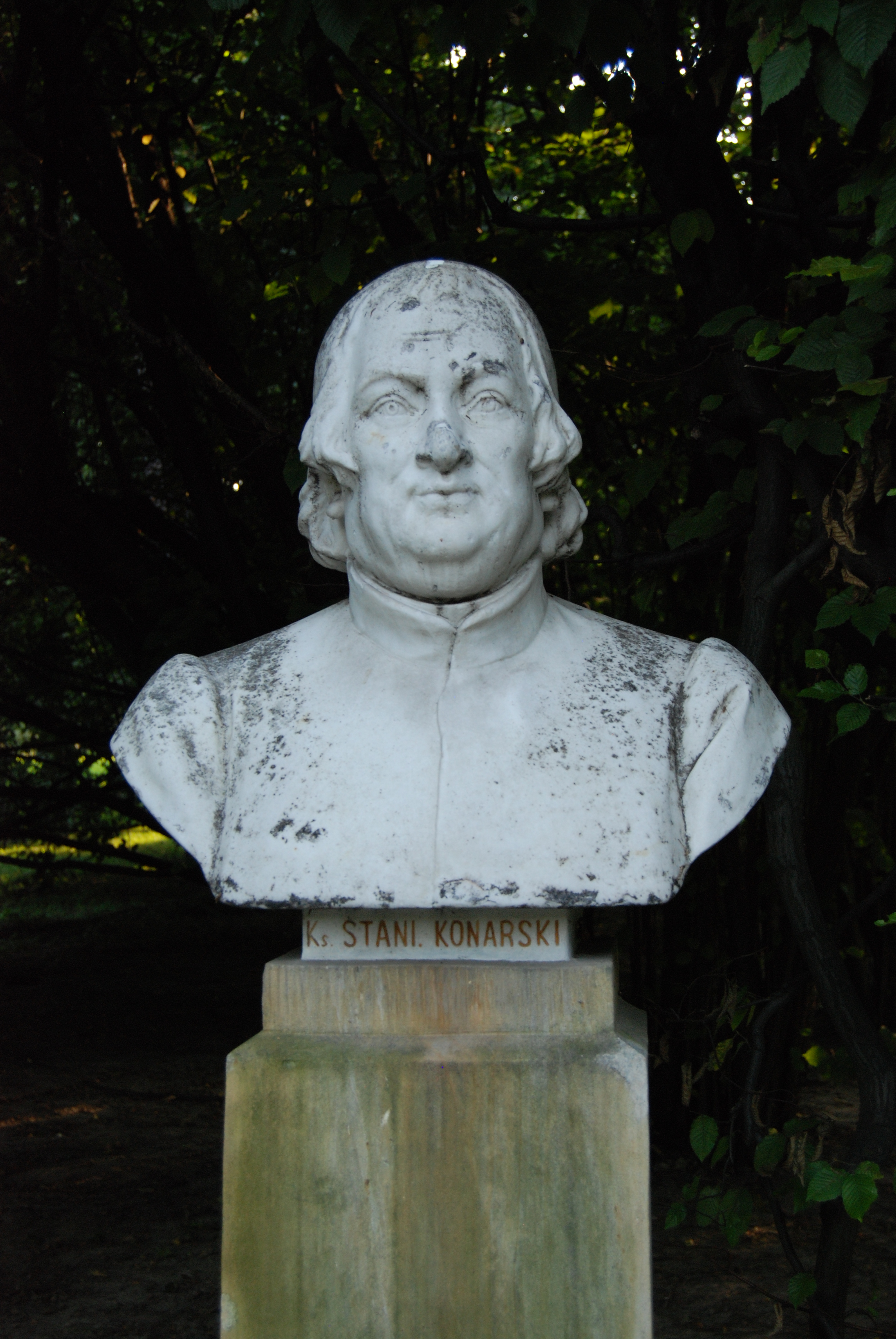
Бюст Феликса Конарского
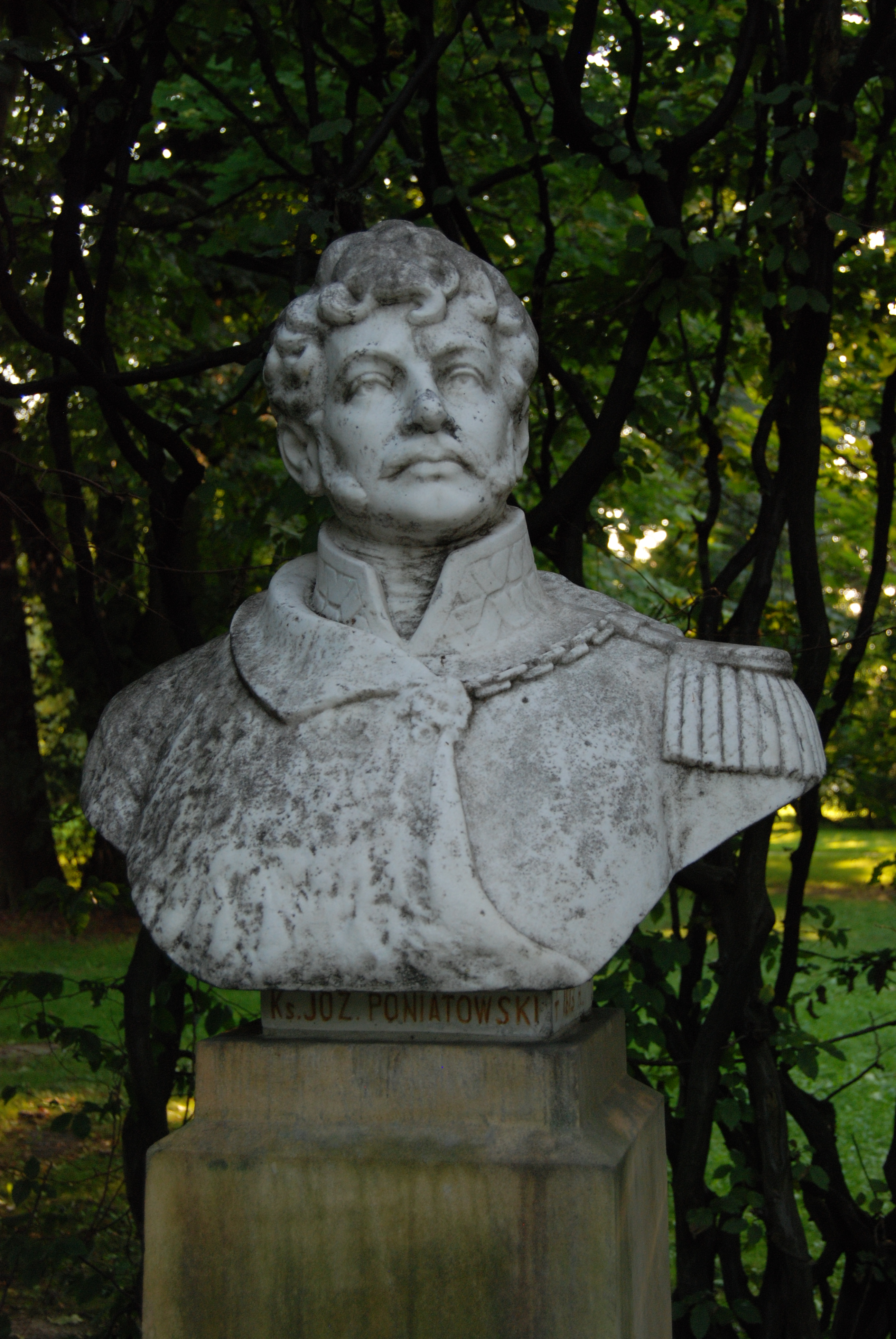
Бюст Юзефа Понятовского
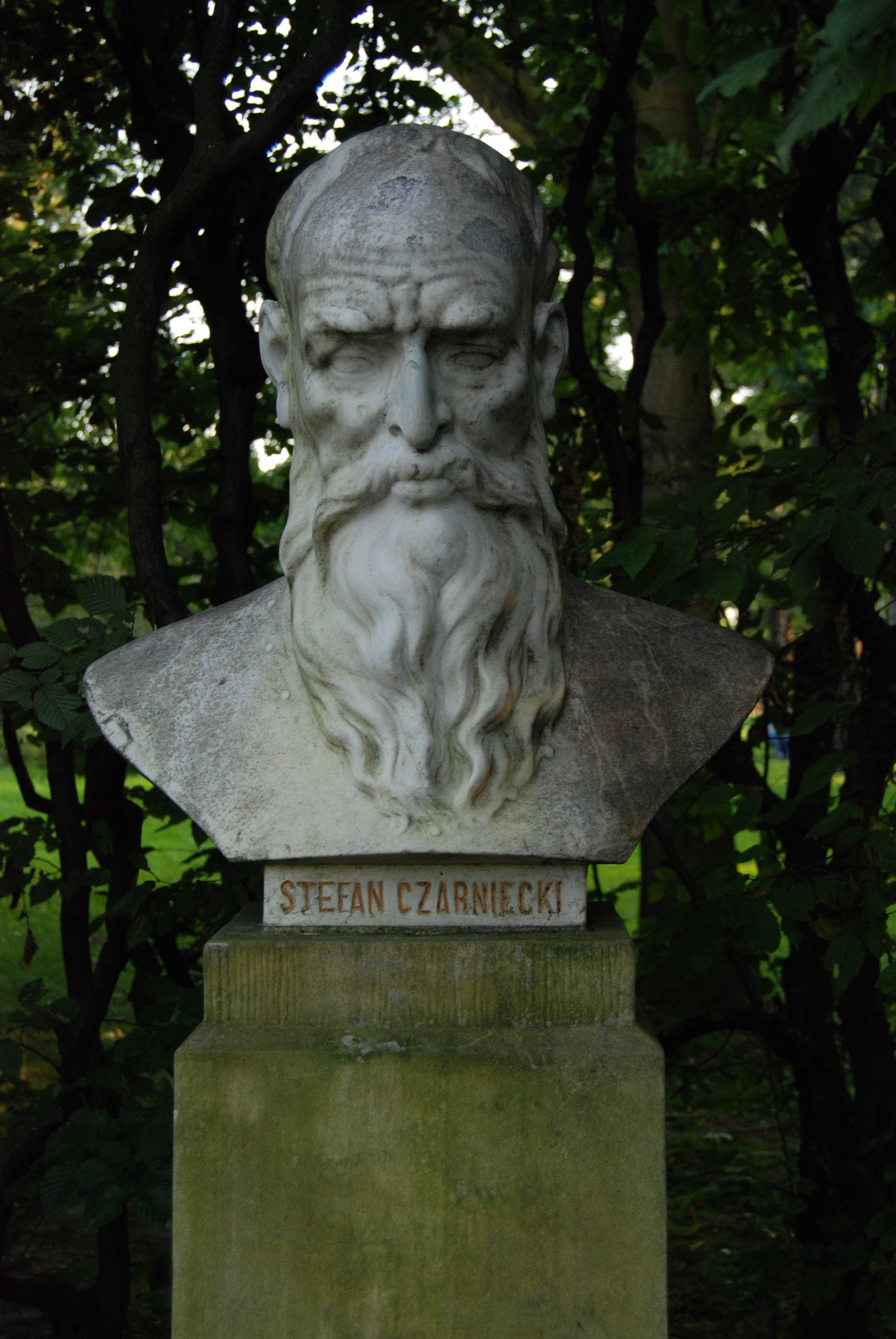
Бюст Стефана Чарнецкого
Бюст Яна Длугоша

В аллее, находящейся в центральном сквере парка, находятся следующие бюсты:

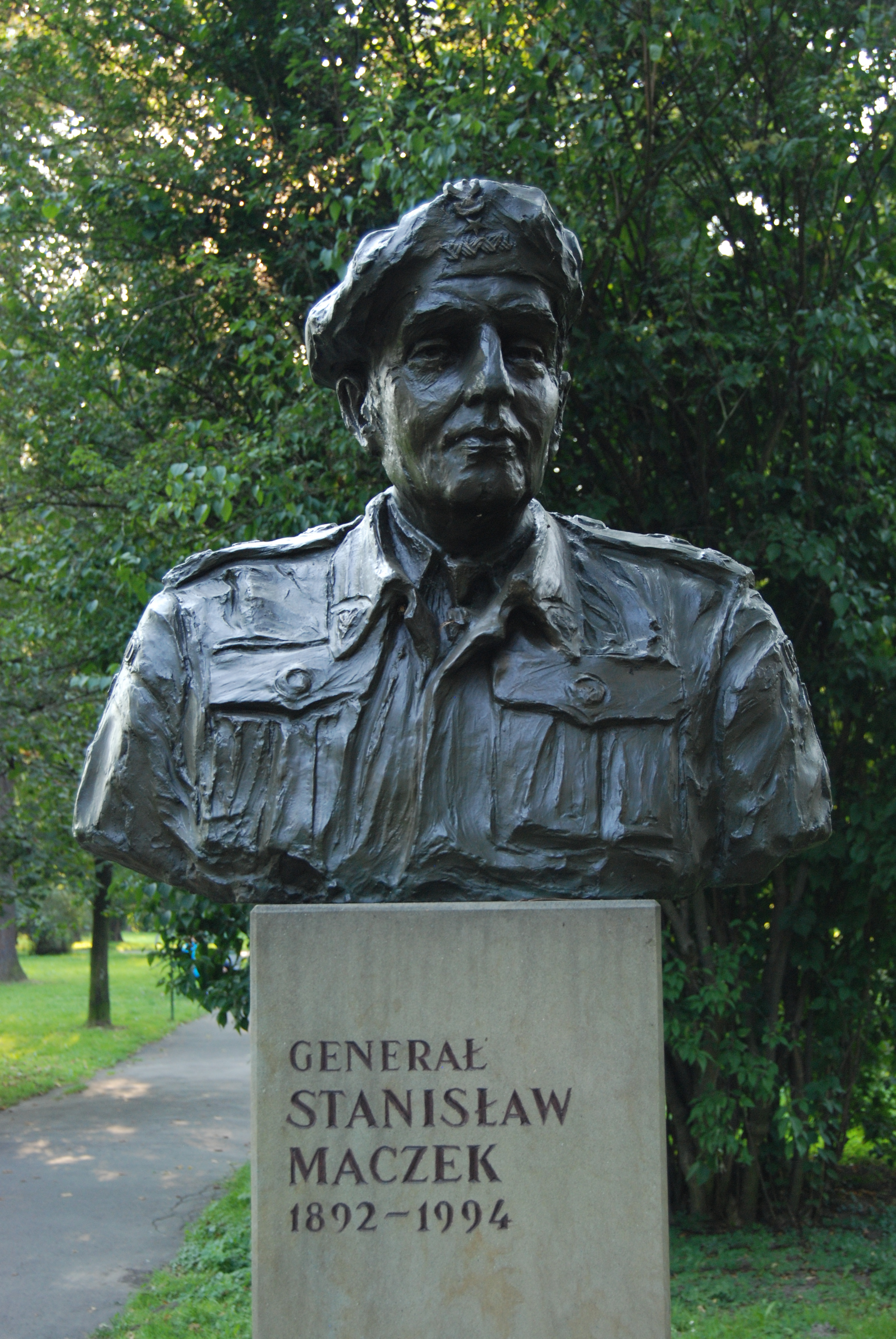
Бюст Станислава Мачека (установлен 5 июня 2010 года)
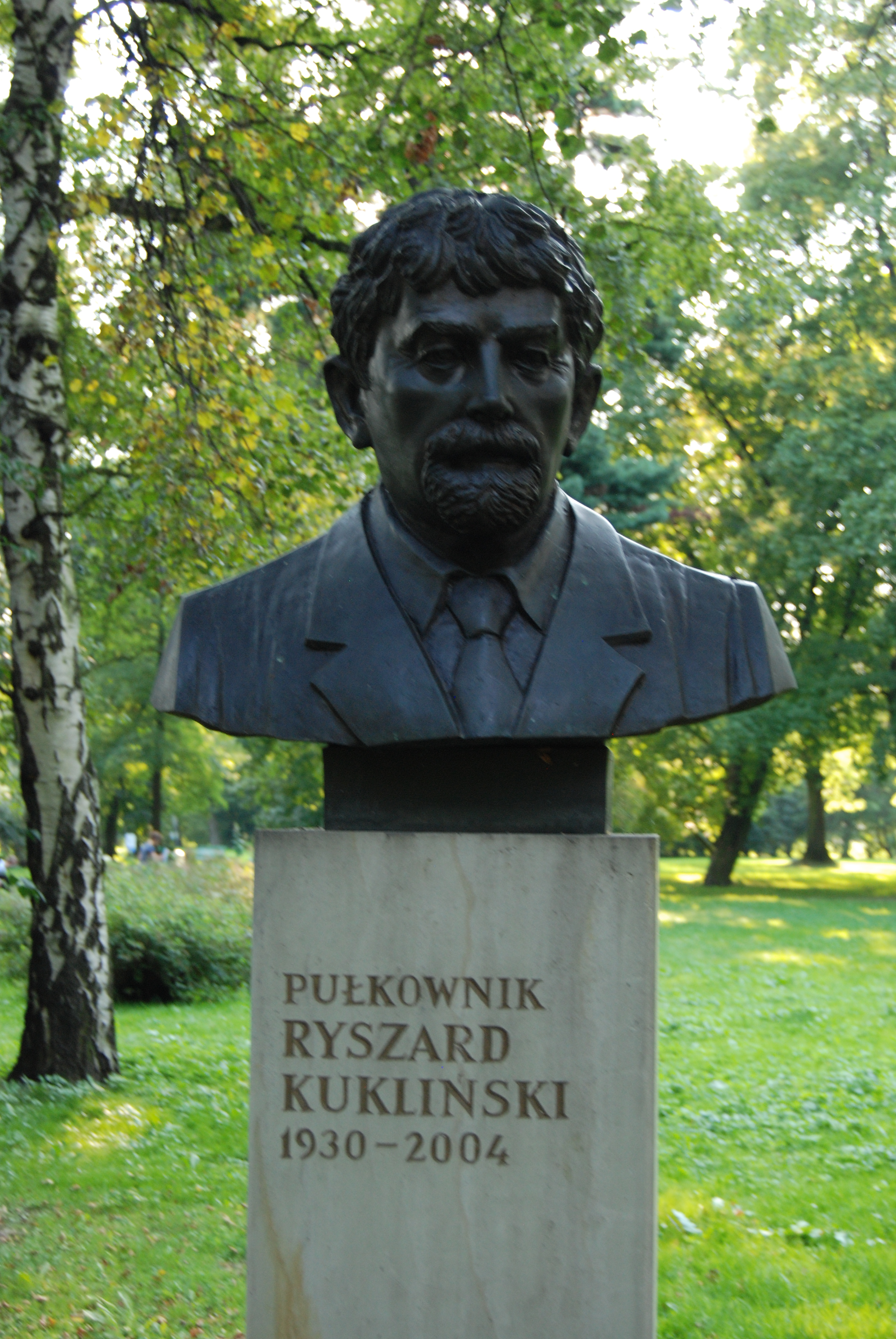
Бюст Рышарда Куклинского (установлен 11 ноября 2006 года)
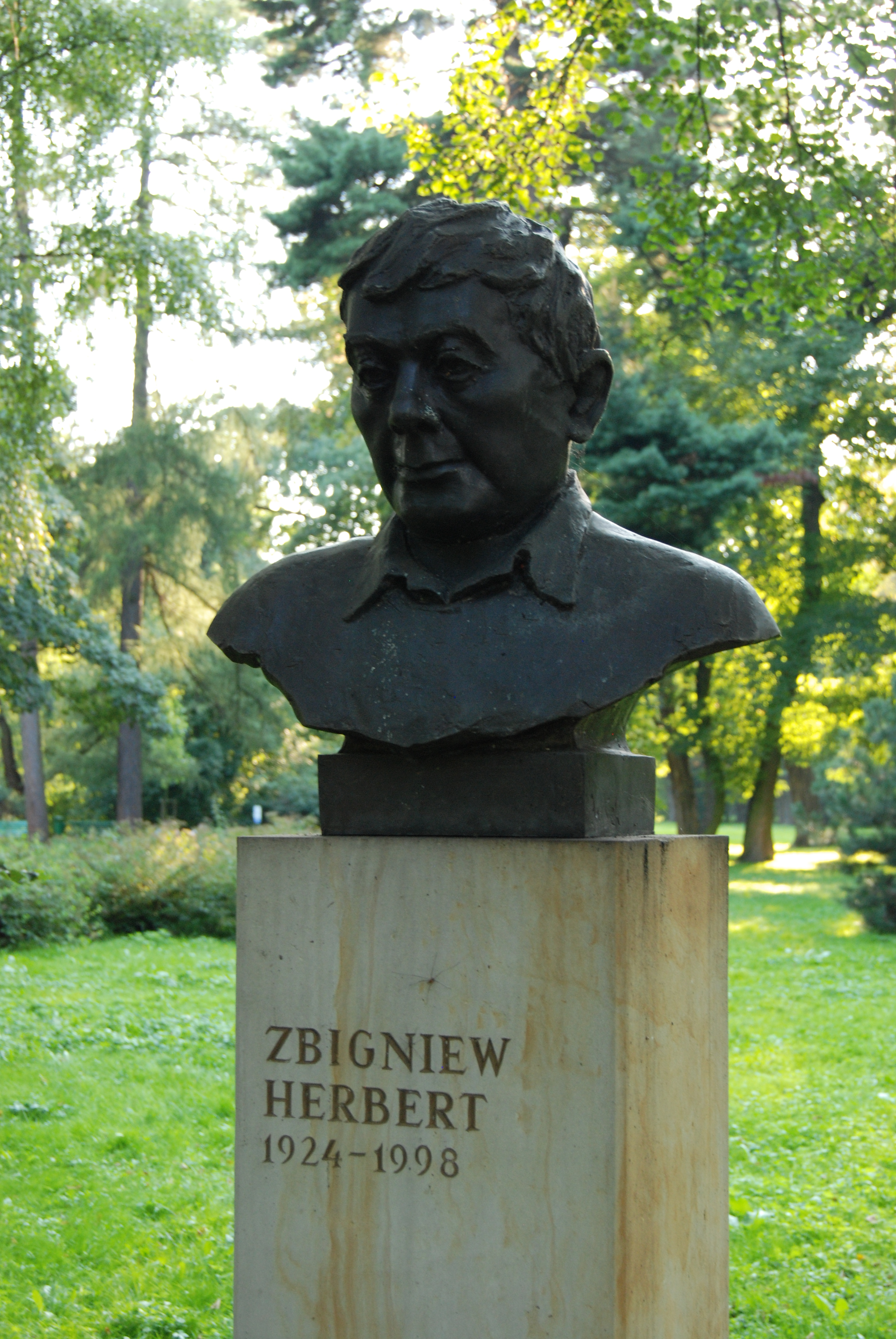
Бюст Збигнева Херберта (установлен 29 октября 2006 года)
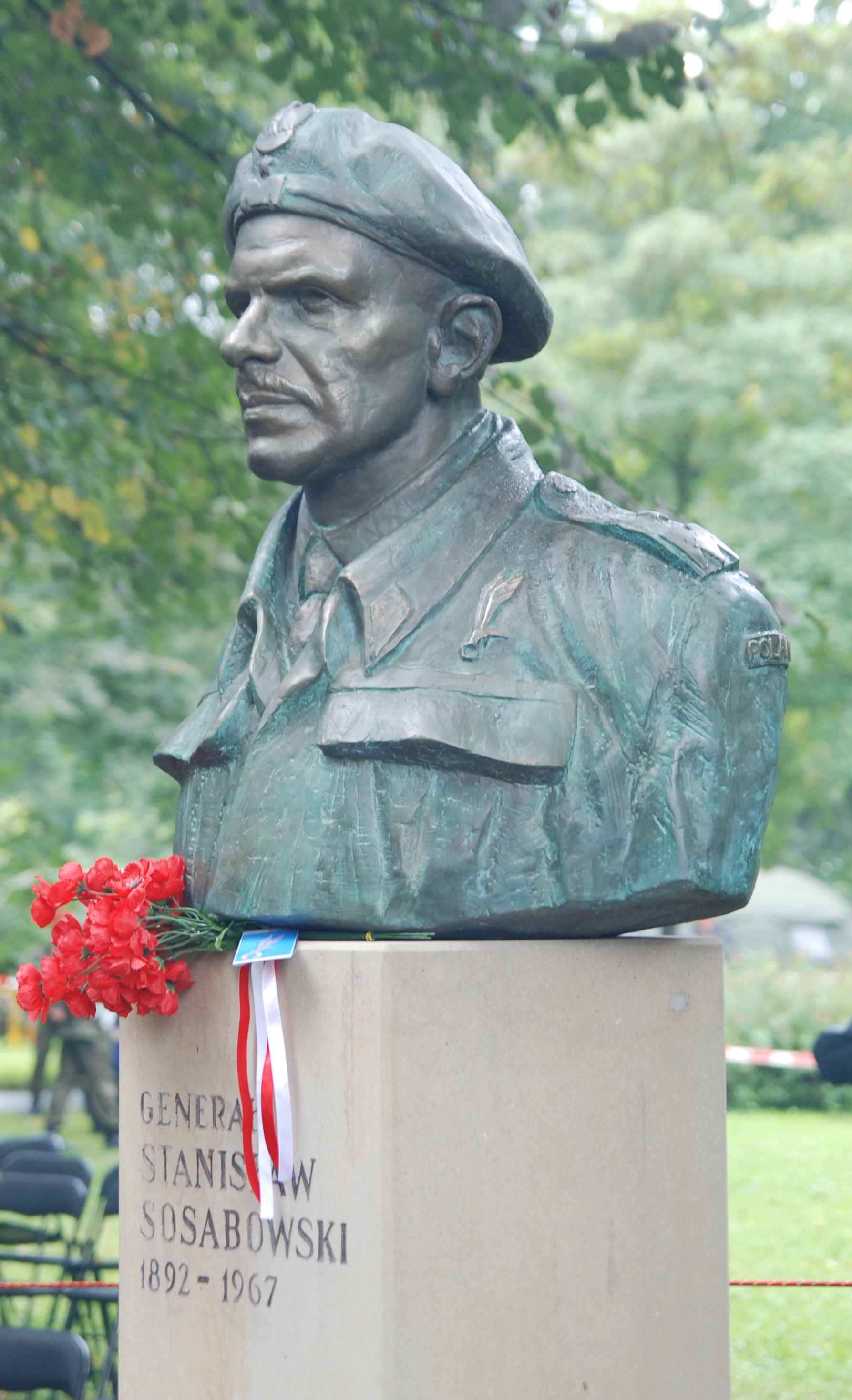
Бюст Станислава Сосабовского (установлен 1 сентября 2013 года)
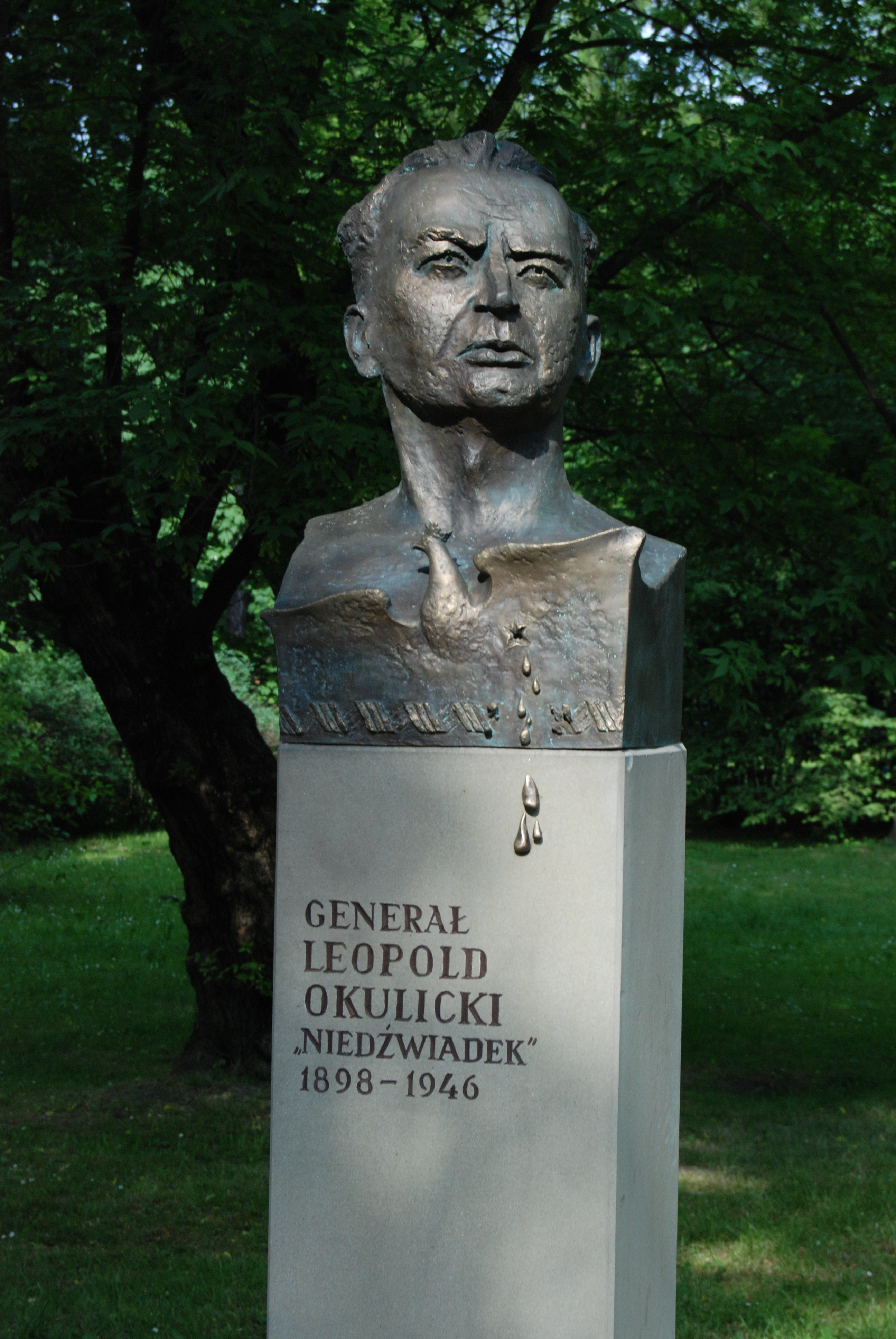
Бюст Леопольда Окулицкого (установлен 27 мая 2012 года[2])
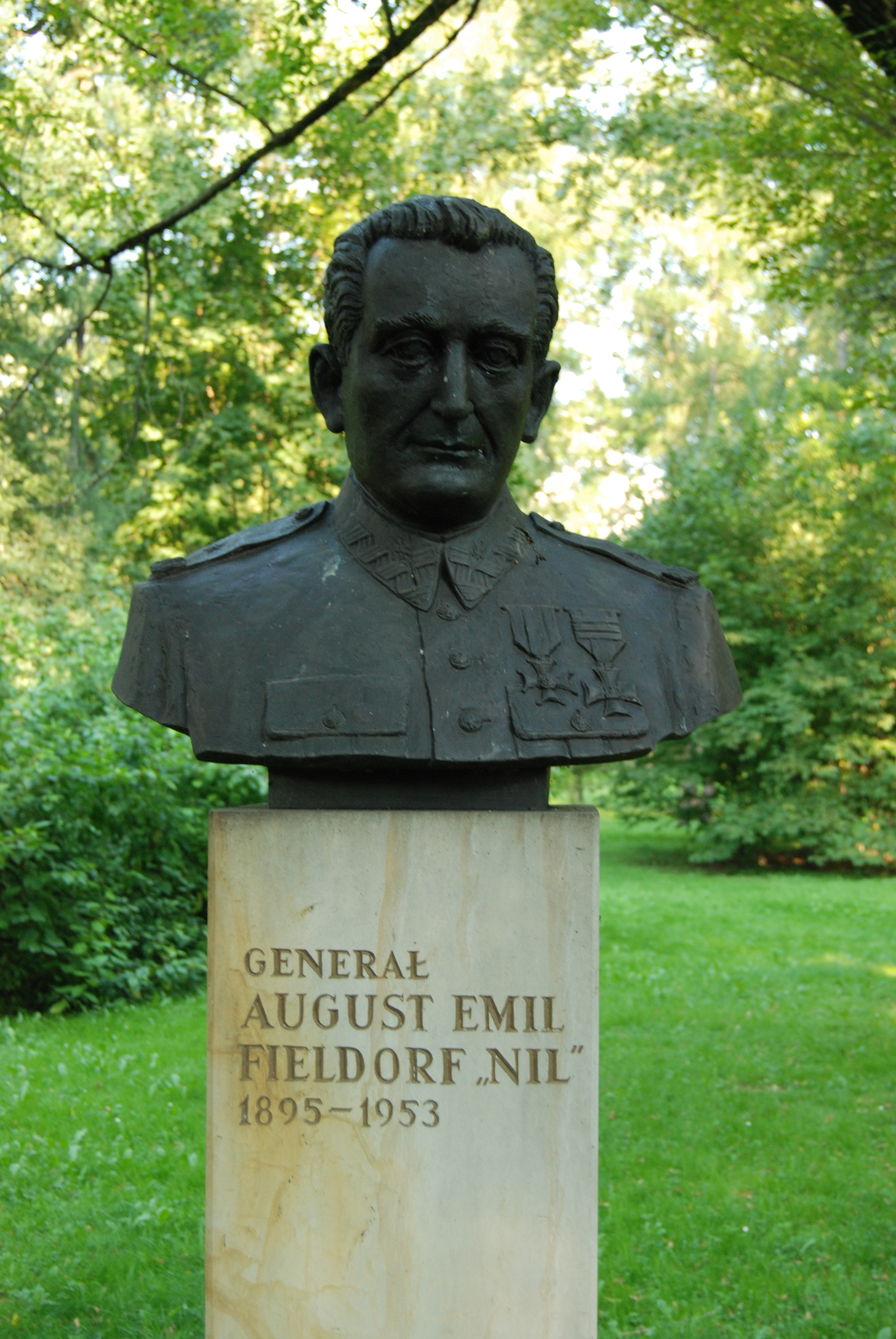
Бюст Августа Эмиля Фильдорфа (установлен 11 ноября 2007 года)
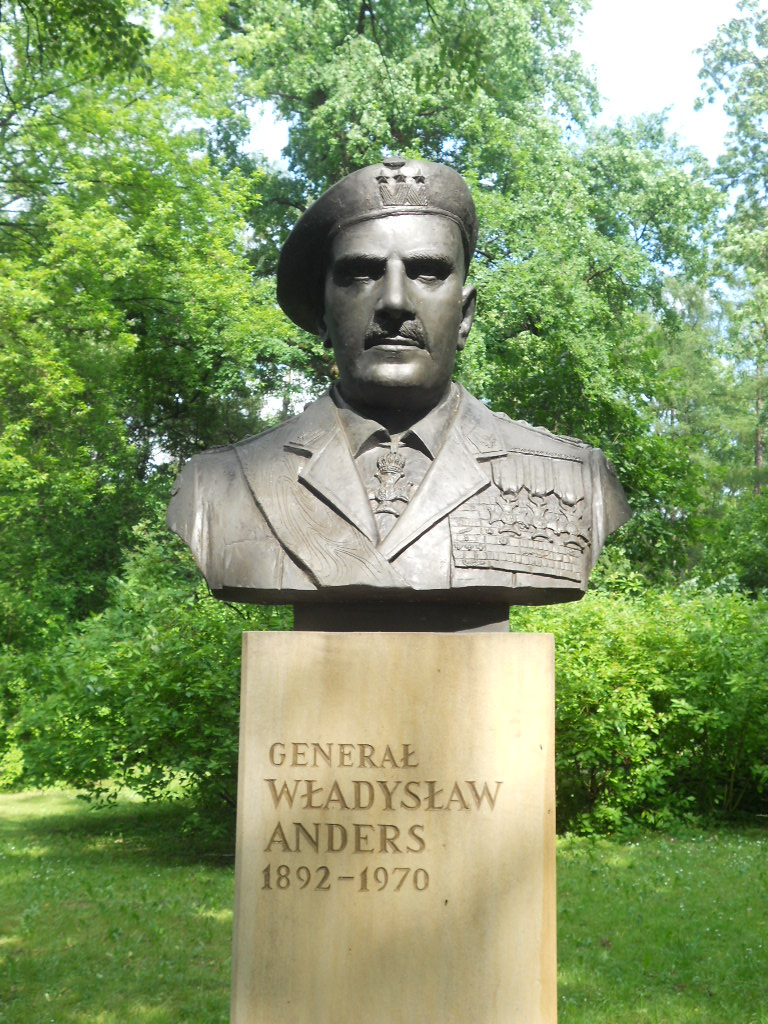
Бюст Владислава Андерса (установлен 18 мая 2007 года)
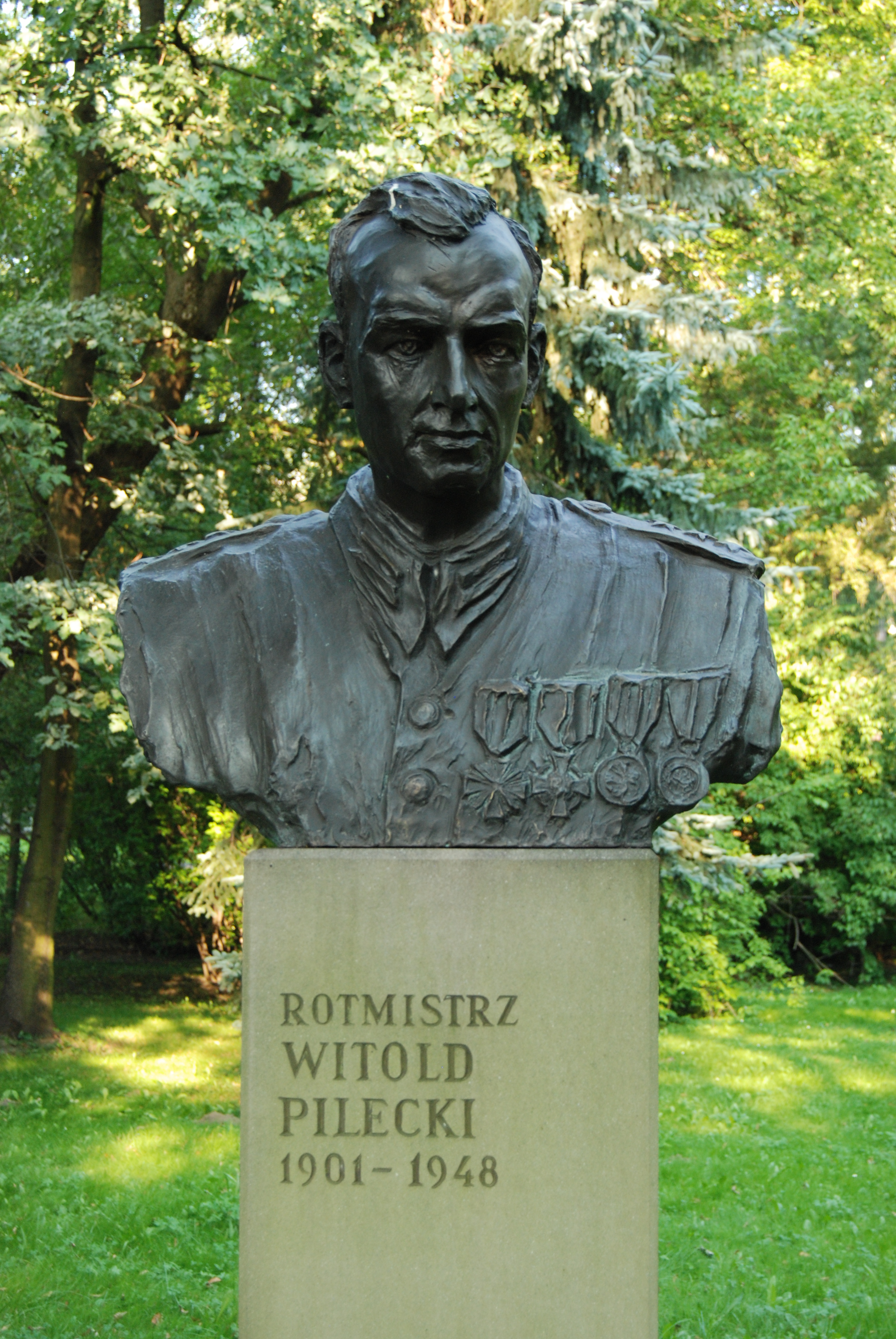
Бюст Витольда Пилецкого (установлен 25 мая 2008 года)

В аллее со стороны Краковского луга находятся следующие бюсты:

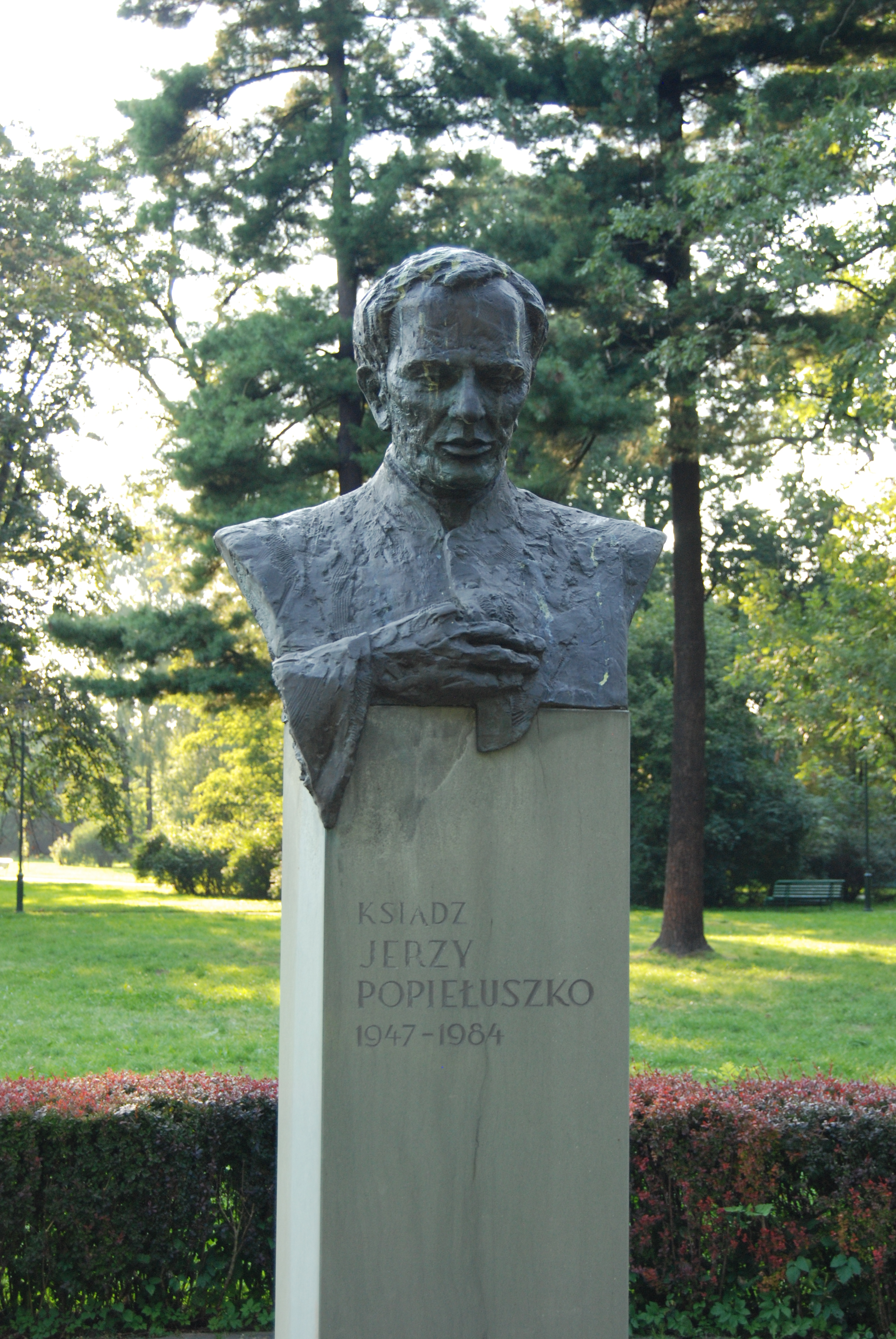
Бюст Ежи Попелушко (установлен 13 декабря 2000 года)
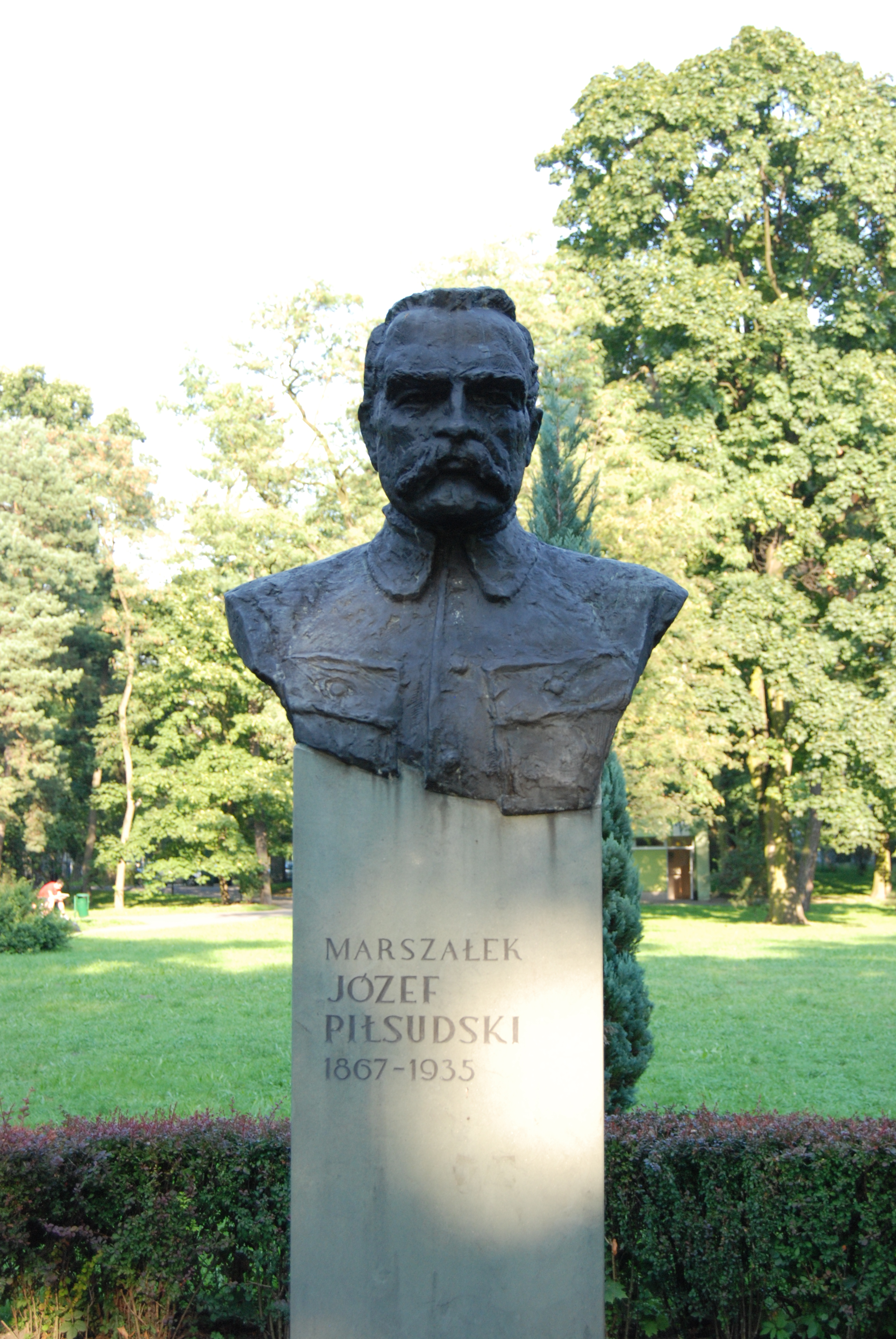
Бюст Юзефа Пилсудского
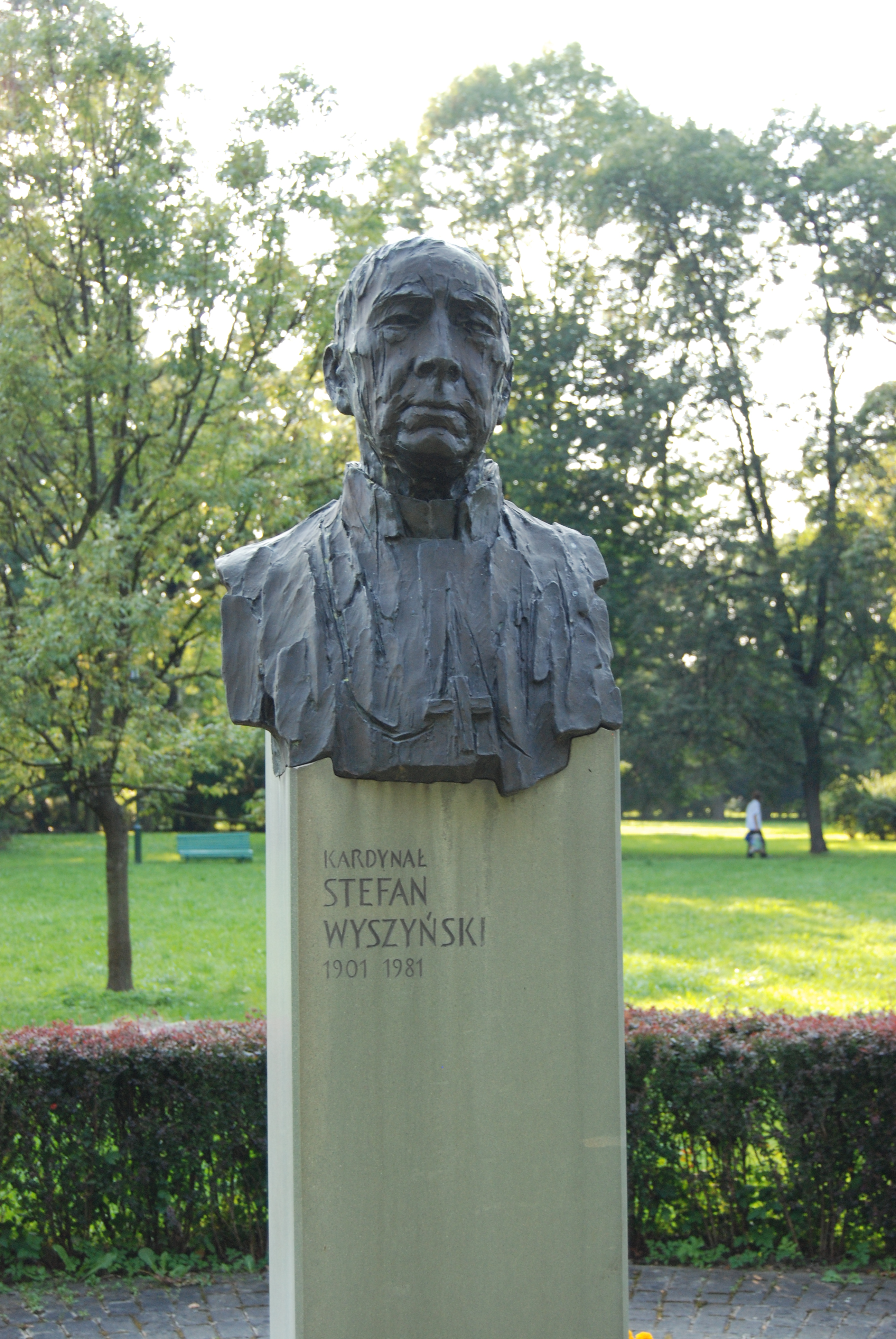
Бюст Станислава Вышинского
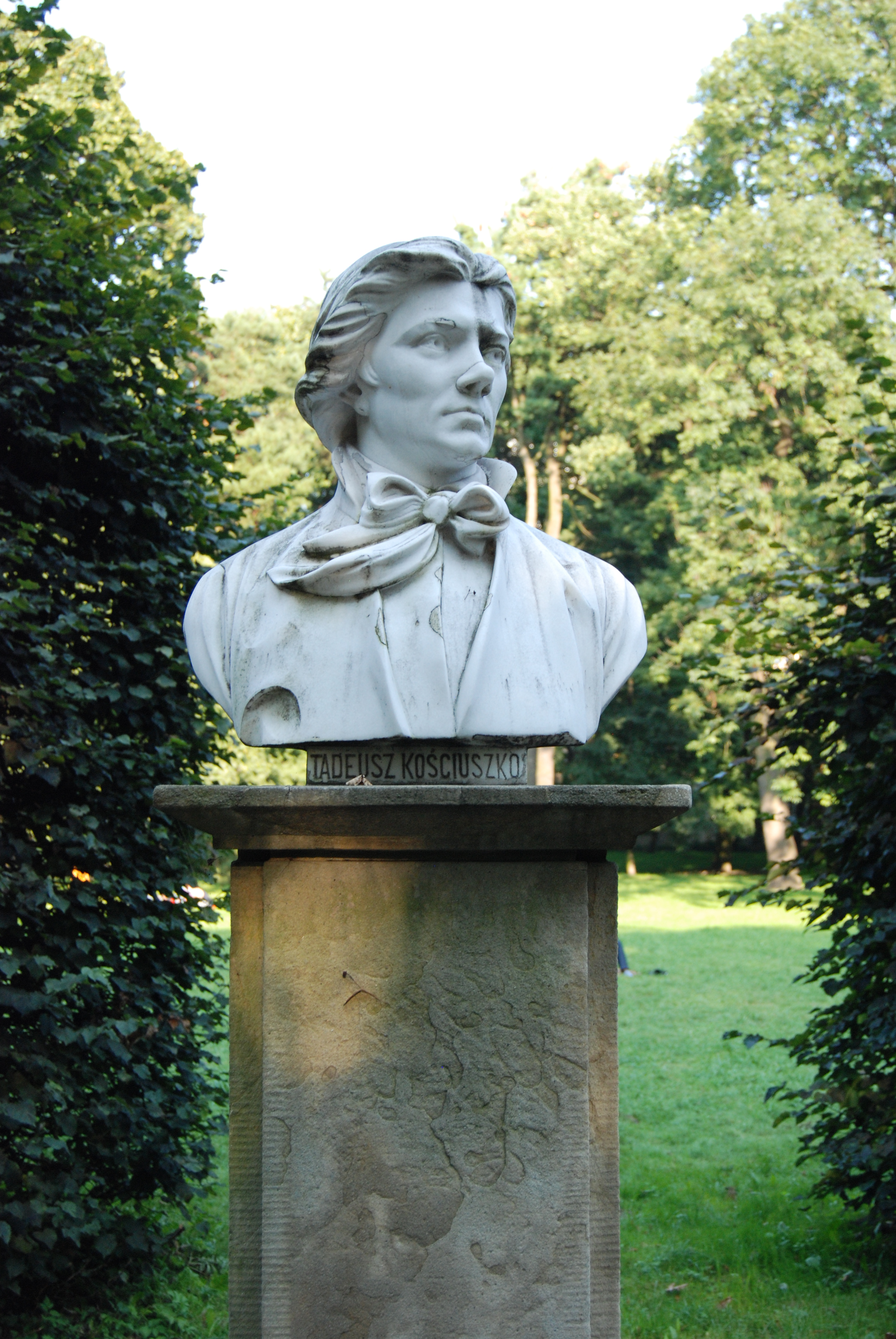
Бюст Тадеушк Костюшко
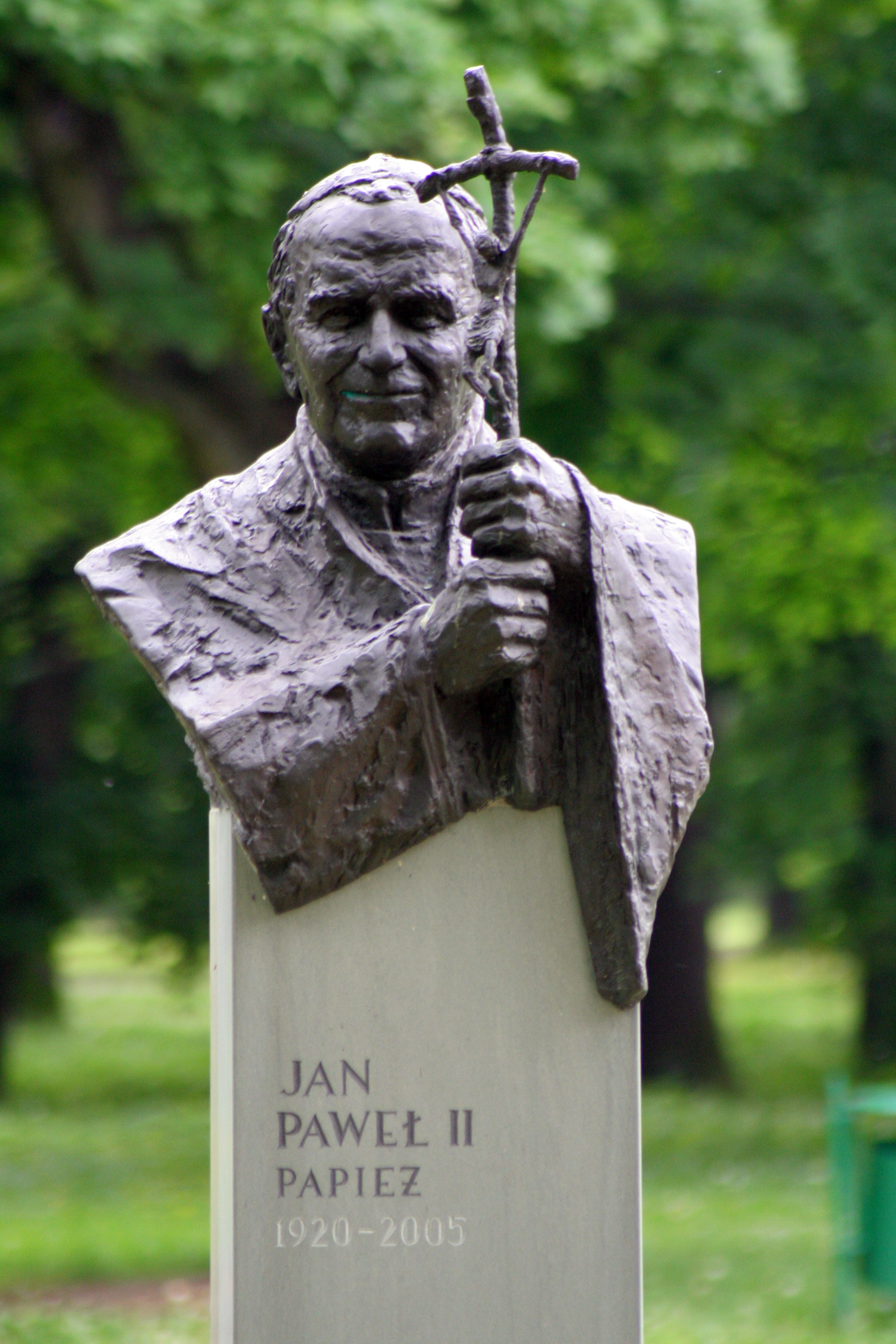
Бюст Иоанна Павел II (установлен 11 ноября 2000 года)
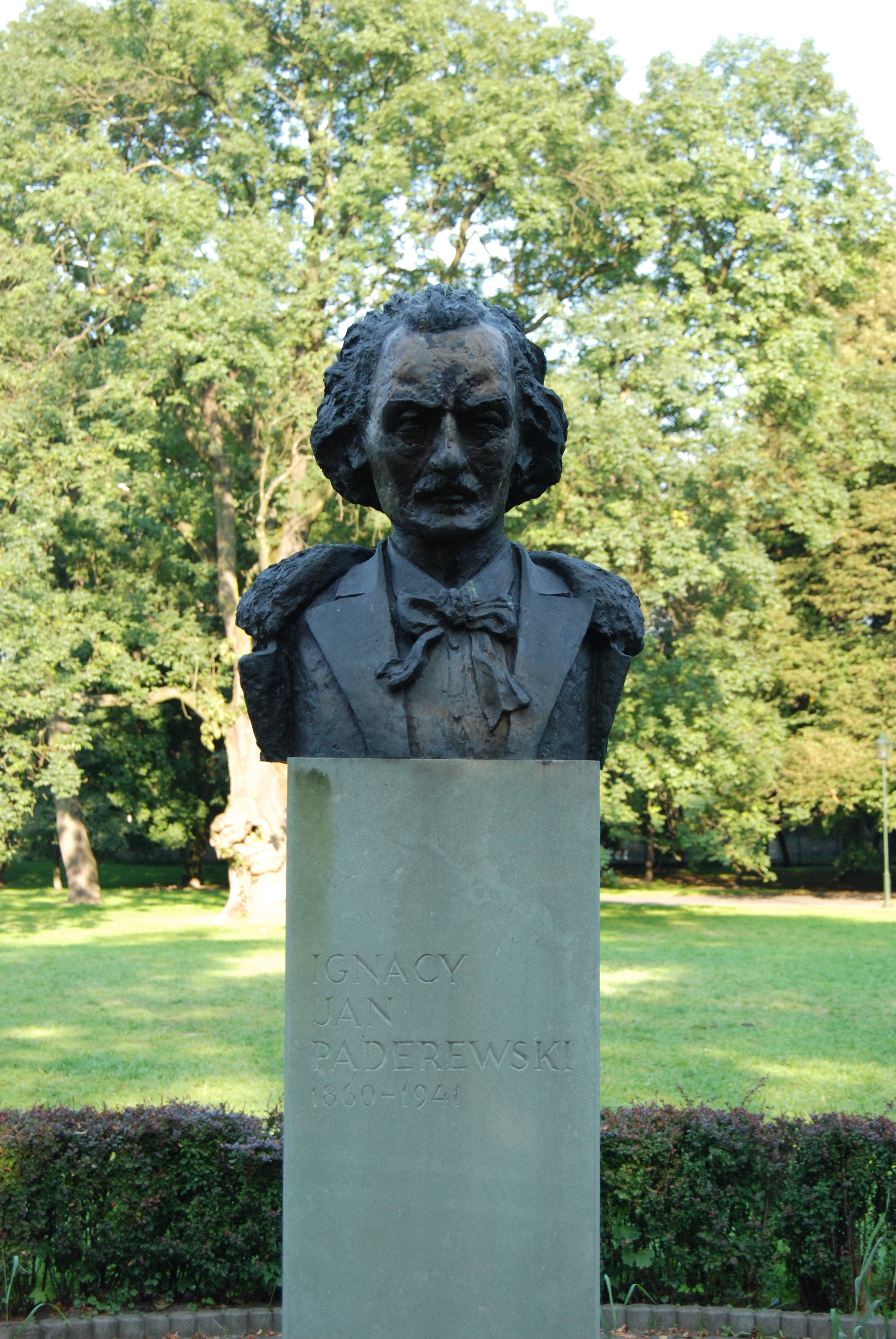
Бюст Игнация Яна Падеревского (установлен 11 ноября 2003 года)
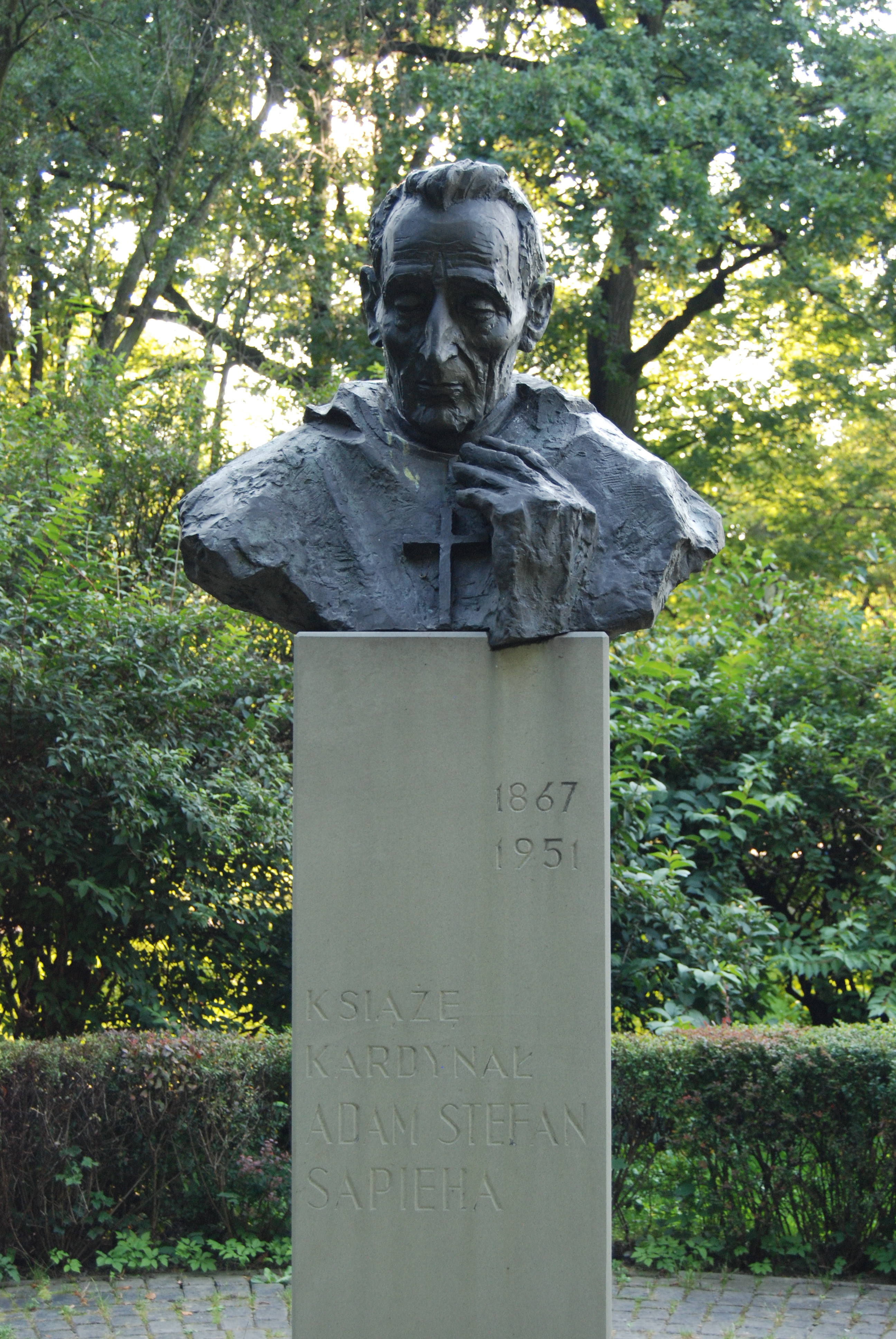
Бюст Адама Сапеги (установлен 23 июля 2001 года)
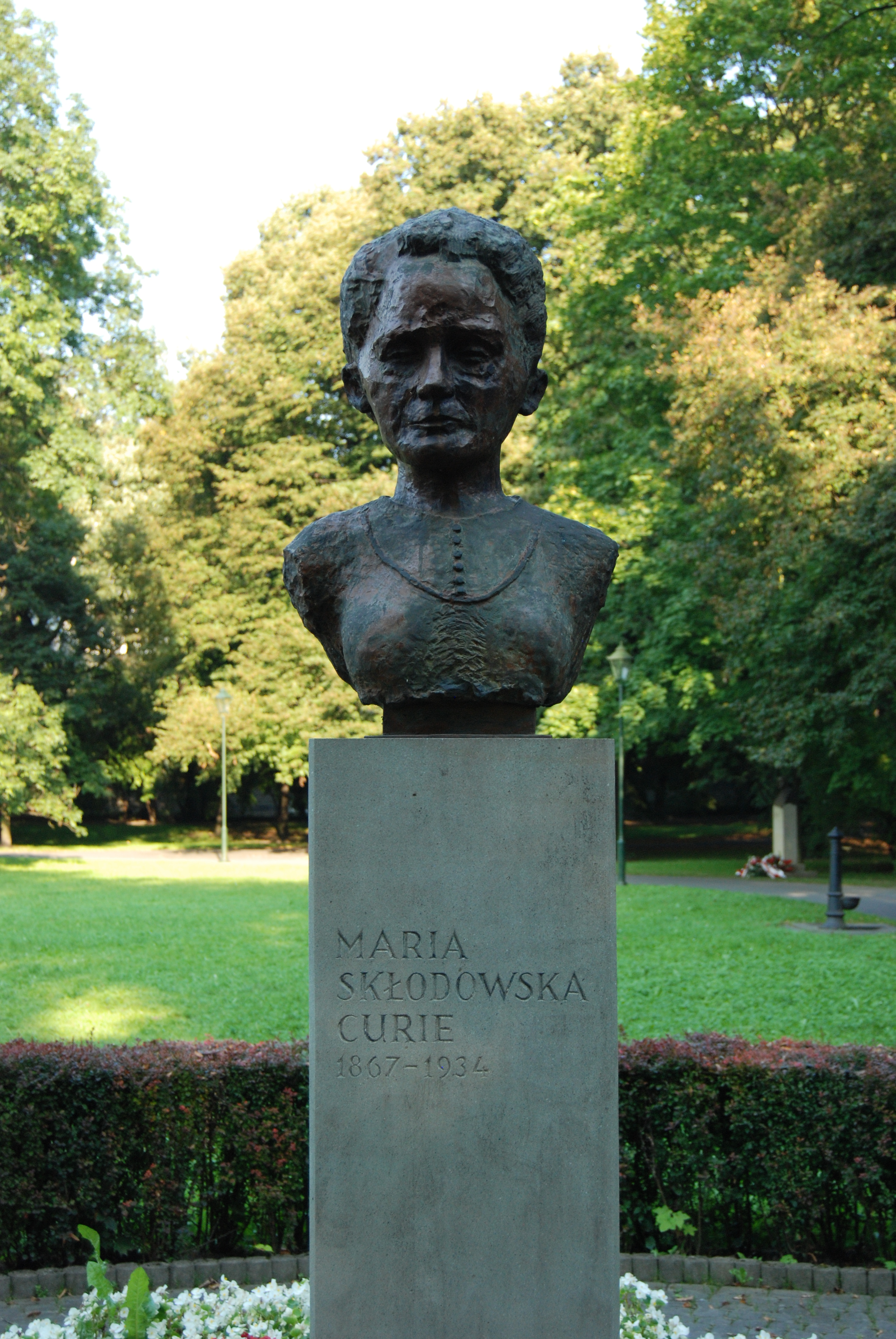
Бюст Марии Склодовской-Кюри

В аллее, располагающейся недалеко от четвёртой группы бюстов, в направлении выхода к аллее Мицкевича находятся следующие бюсты:

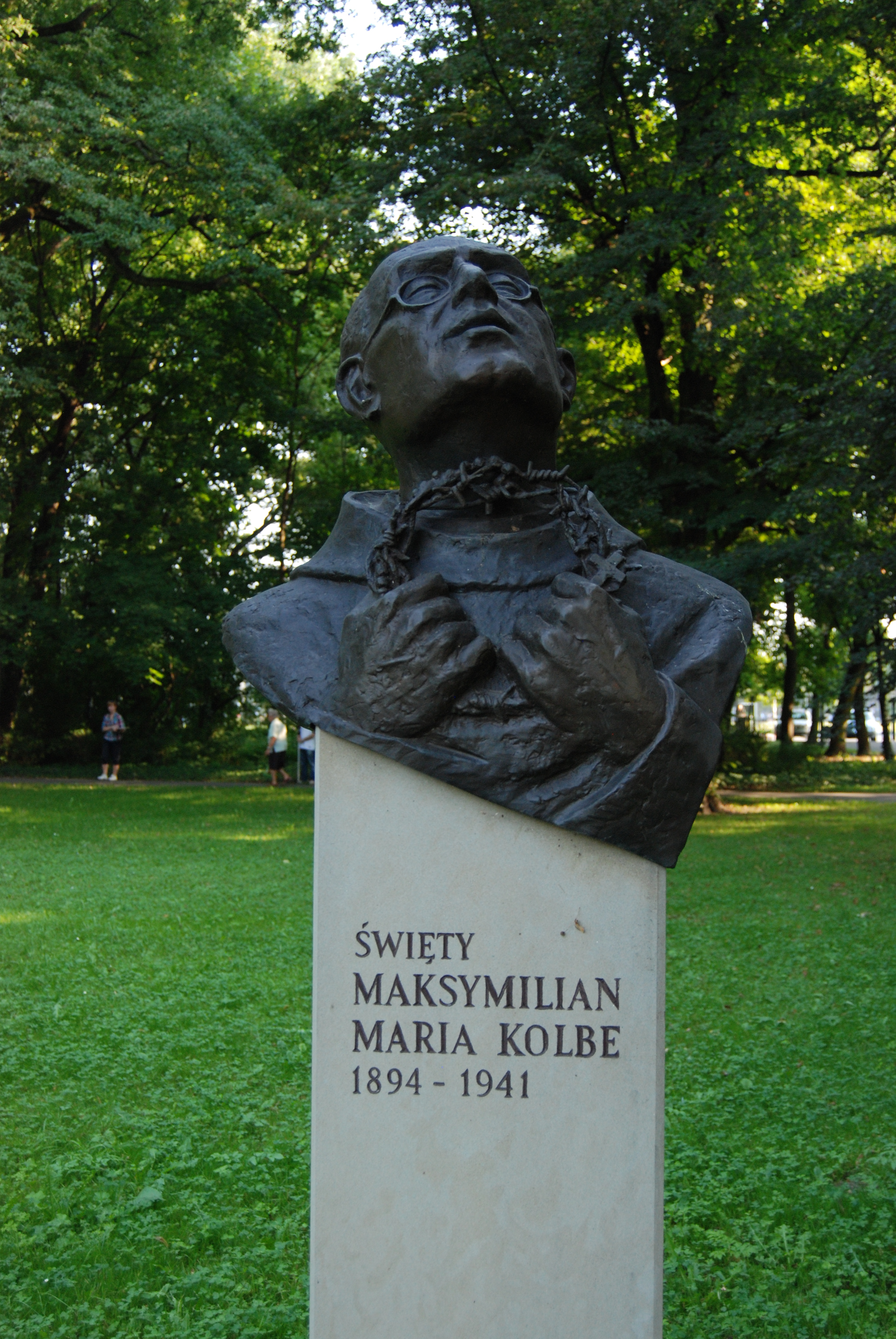
Бюст Максимилиана Кольбе (установлен 30 августа 2009 года)
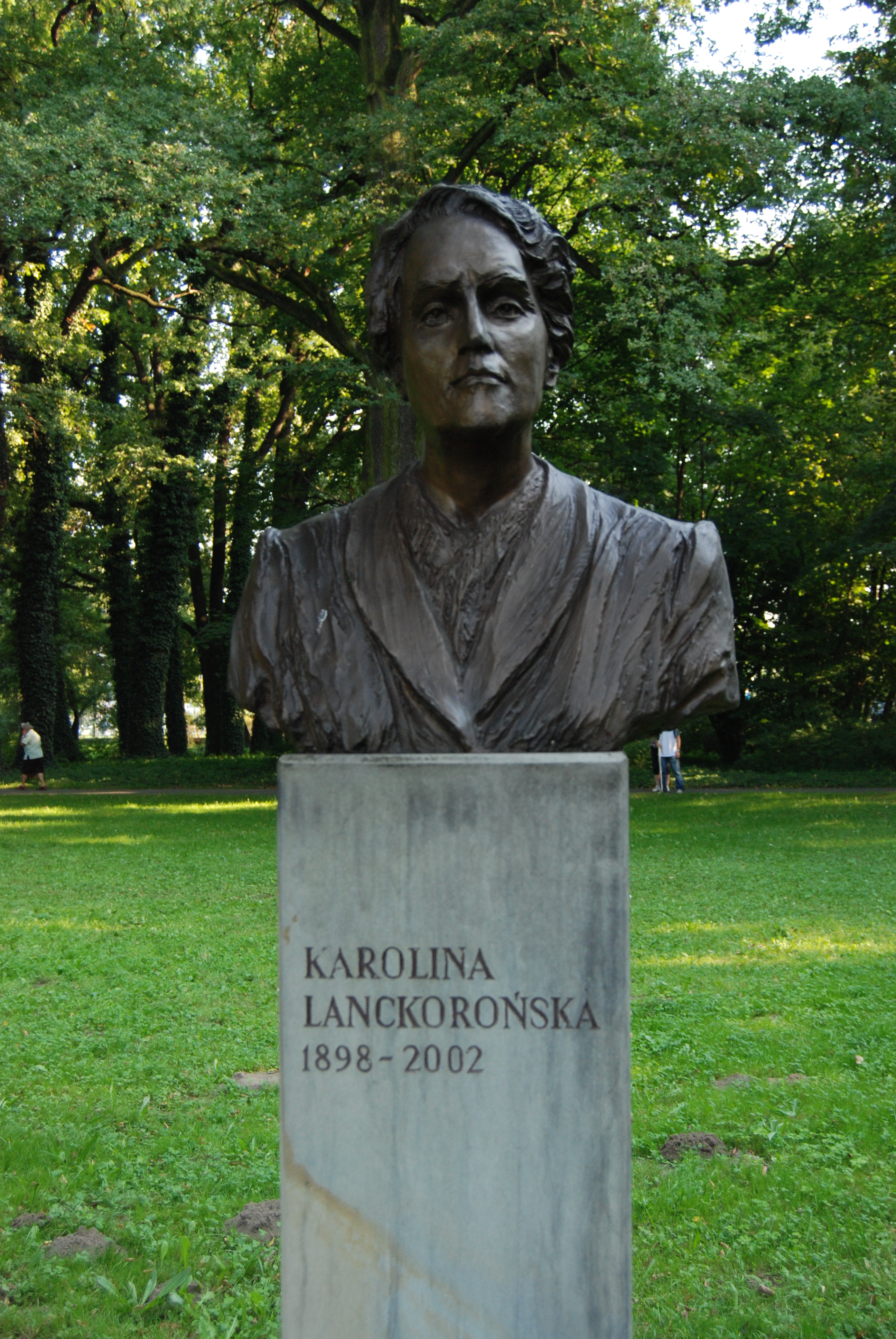
Бюст Каролины Ланцкоронской (установлен 2 мая 2010 года)
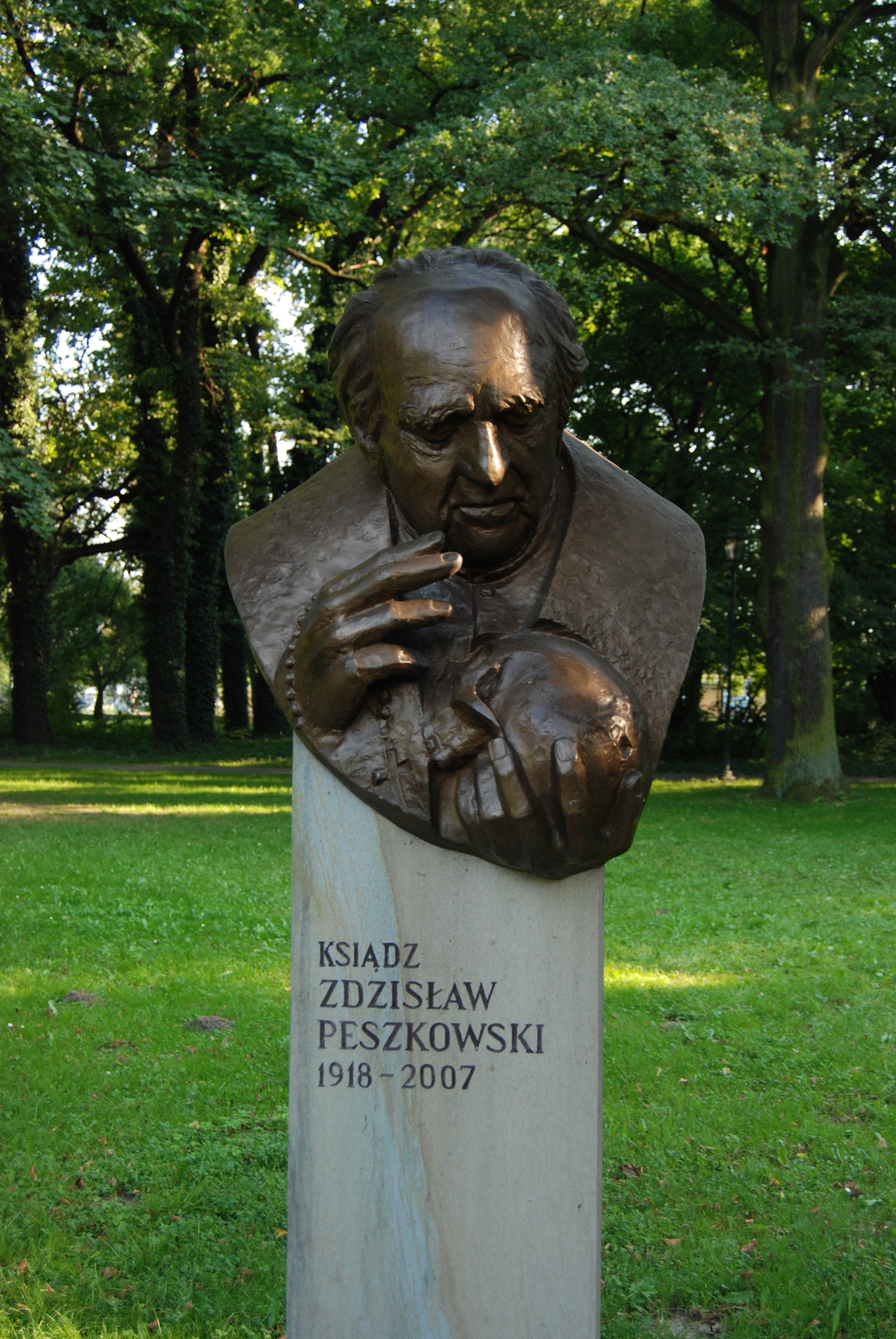
Бюст Здзислава Пешковского (установлен 17 сентября 2010 года)
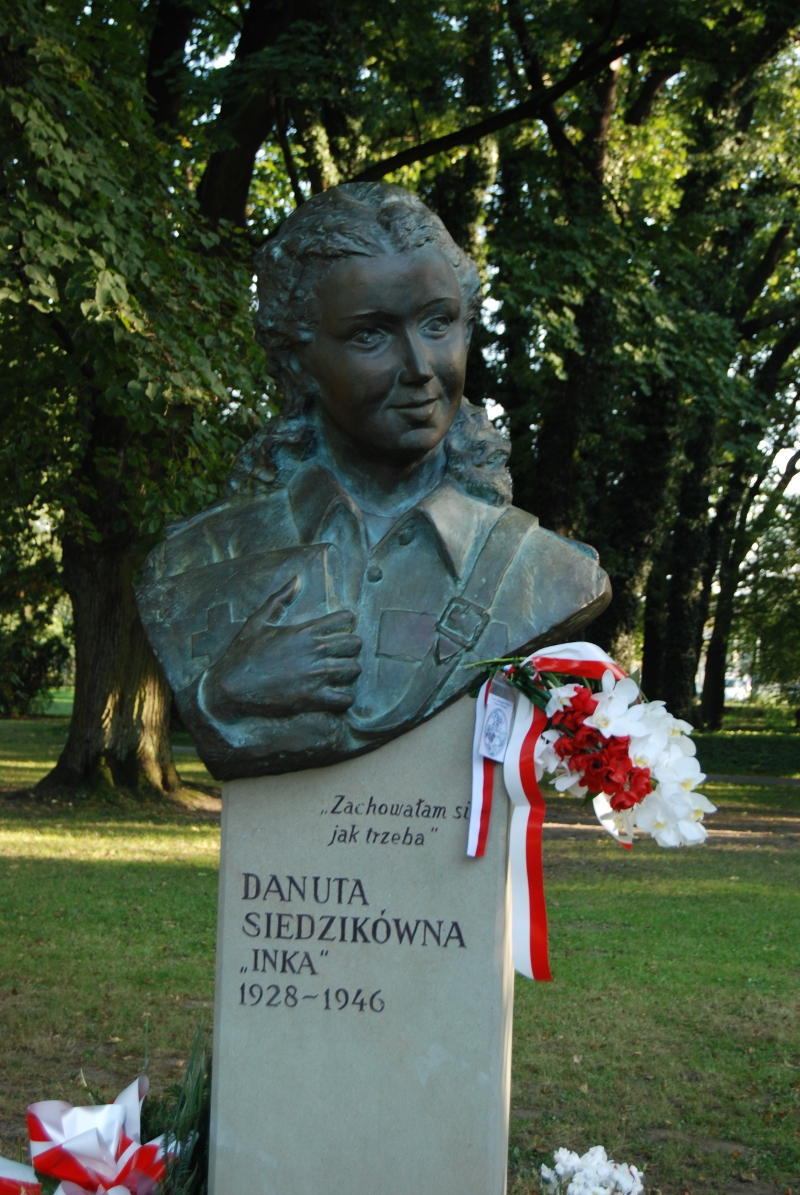
Бюст Данута Седзикувны (установлен 16 сентября 2012 года[3])
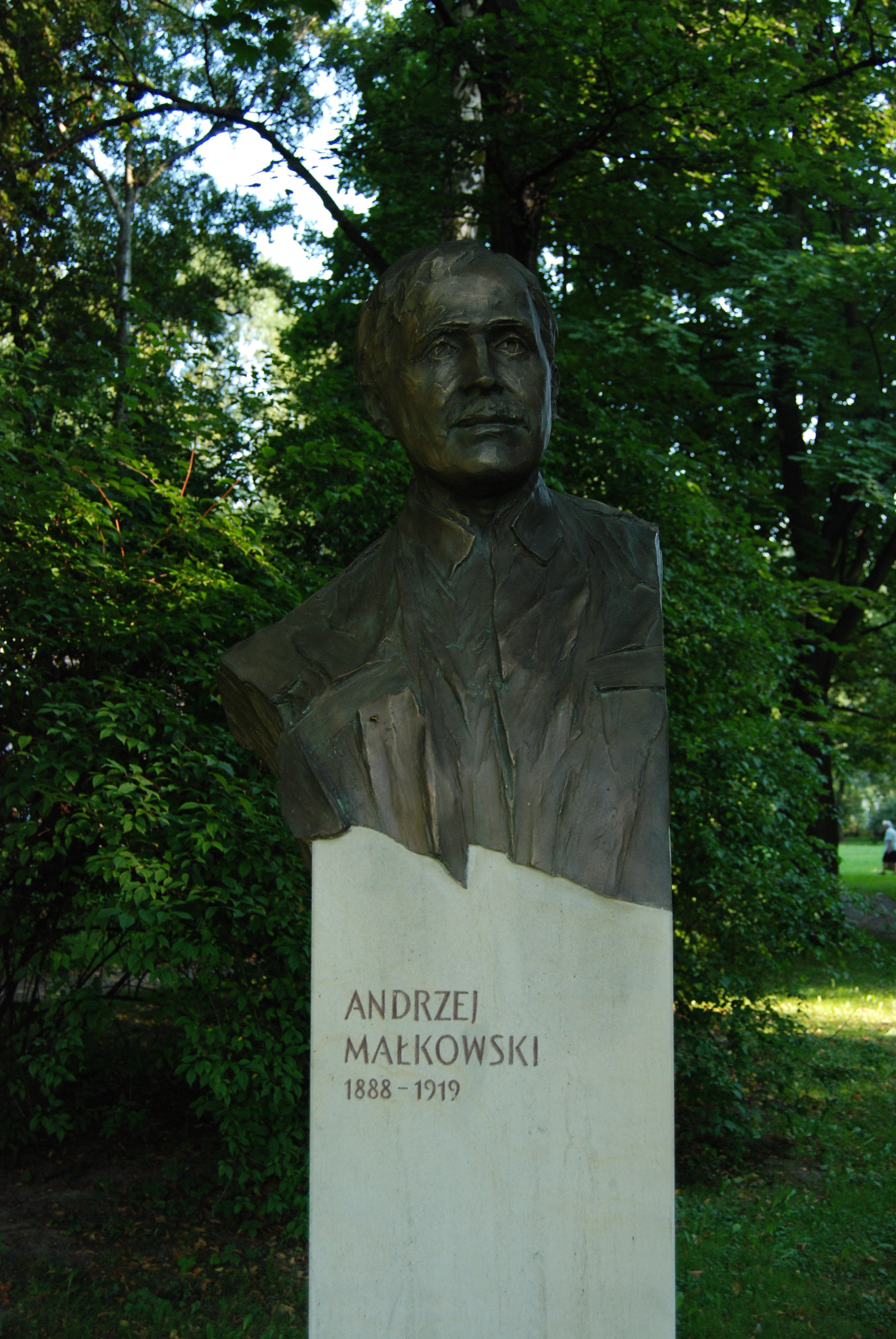
Бюст Анджея Малковского (установлен 27 августа 2011 года).